# Industrie automobile par pays
Aperçu de l'industrie automobile dans les principaux pays du monde. Les États-Unis ont été le premier producteur mondial d'automobiles en volume depuis le début du XXe siècle jusque dans les années 1980, lorsqu'ils ont été dépassés par le Japon. En 2009, la Chine est devenue le premier producteur mondial de véhicules.

## Afrique

### Afrique du Sud
L'Afrique du Sud est traditionnellement le pays leader en Afrique de l'industrie automobile en produisant plus d'un demi-million de véhicules par an de tous types. Alors que la production nationale de camions civils et militaires se développe, les voitures construites sous licence de marques étrangères en restent le pilier. La première automobile est arrivée en Afrique du Sud en 1896 avec l'importation d'une Benz Velo.
Les débuts de l'industrie automobile sud-africaine commencèrent à partir de 1922. En effet, cela est dû à l'œuvre des marques américaines comme Ford ou Chevrolet. Au milieu des années 1960, Ford et GM contrôlaient encore plus de 60% de la production locale cédant lentement des parts de marché aux petites voitures allemandes Volkswagen (1951) et Mercedes-Benz (1954), britanniques Austin et italiennes Fiat (1950) qui ont commencé à assembler leurs modèles localement. Au début des années 1960, les constructeurs Fiat, Alfa Romeo, Mercedes-Benz, Toyota, Datsun disposaient tous d'usines en Afrique du Sud. C'est à cette époque que les constructeurs américains ont quitté le pays, faute d'avoir renouvelé leurs modèles. À la fin des années 1970, Sigma Motors avait prévu de fusionner avec British Leyland mais ce projet a échoué. Leyland a dû se démener pour créer un tout nouveau réseau de concessionnaires et sa présence ne s'est jamais rétablie.
Le gouvernement de l'apartheid a demandé à Ford et à GM de le conseiller sur la politique de développement de l'industrie locale de fabrication de composants automobiles. Les ingénieurs de Ford et de GM ont demandé d'inclure les noirs dans le développement pour lutter contre la pauvreté chronique. Cela a été refusé. Cependant, entre Ford, GM et VW, les trois plus grands fabricants (Ford environ 28 %, GM environ 32 % et VW environ 15 %), ils ont accéléré le développement des composants locaux si rapidement qu'en 1968, cela avait détruit la politique de réservation d'emploi dans l'industrie automobile autorisant les noirs à travailler dans des usines autrefois réservées aux blancs. Après la crise du carburant, les grosses voitures américaines qui avaient été très populaires ont vu leur vente chuter de façon drastique. À la fin des années 1970, la Mazda 323 et la Volkswagen Golf étaient les plus vendues. Les modèles américains n'étaient plus disponibles. Pendant un certain temps, la demande de grandes berlines avait été satisfaite en assemblant des Ford et Holden australiennes un peu plus compactes, mais ceux-ci ont été abandonnés au profit de modèles européens. L'année 1976 a montré les pires chiffres de ventes depuis 1972. En effet, Chrysler SA fait faillite peu de temps après, fusionnant avec Illings (Mazda) pour former Sigma. Chrysler avait connu un grand succès à la fin des années soixante, la gamme Valiant, la voiture de tourisme la plus vendue en 1966, 1967 et 1968, mais n'a pas survécu aux modèles concurrents. Le rachat de Mitsubishi lui a octroyé un sursis, mais la situation économique de la seconde moitié des années 1970 s'est avérée fatale.
À partir de 1975, les premières sanctions des pays occidentaux pour contrer la politique de l’apartheid ont contraint nombre de constructeurs à quitter le pays. Parmi ceux-ci, Fiat a arrêté ses fabrications en 1978, Alfa Romeo en 1983. Entre 1981 et 1988, 40% des firmes étrangères quittent le pays. Dans le secteur automobile, seuls les constructeurs japonais (Nissan, Toyota) et allemands Volkswagen poursuivent normalement leur activité. Ce n'est qu'à partir de 1988 que la situation s'est stabilisée avec la libération de Nelson Mandela et son accession à la présidence. Les constructeurs étrangers ont réinvesti et finissent par recommencer à assembler localement leurs véhicules.

### Algérie
En 2014, un partenariat entre Daimler et le ministère de la défense national eut lieu pour la fabrication de camions et de voitures blindées afin de produire 17 000 unités par an conformément aux normes de qualité internationales appliquées par Mercedes dans ses usines du monde entier, tandis que le reste du quota sera détenu par les entreprises allemandes spécialisées dans les industries mécaniques comme MAN ou Ferrostaal. Les mêmes normes seront appliquées à la fois à Tiaret, qui produira annuellement 10 000 SUV Classe G et wagons utilitaires de taille moyenne, tandis que le site de production de moteurs à Constantine produira 26.000 moteurs refroidis à l'eau par la production de licences pour les marques Méto, Deutz et Daimler pour préparer les voitures, engins industriels, engins agricoles et engins de travaux publics afin de lancer la production d'ici 2012.
La Société nationale des véhicules industriels (SNVI) à Rouiba, dans le cadre d'un projet d'investissement algéro-germano-émirati cinq modèles de camions à assembler sur le même site industriel à savoir Actros, Atego, Axor et Unimog en plus d'autres modèles de bus atteindront quelque 15 000 camions et 1 500 bus en 2018 et 2019.
En octobre 2015 le groupe Iran Khodro compte implanter une usine d'assemblage automobile en Algérie située à 300 km d'Alger, produira 30 000 voitures/an, trois options s'offrent au groupe pour cela et ils devront choisir entre la relocalisation de la chaîne de montage sénégalaise qui est la première option, celle du Bardo (pick-up), et celle de la constitution d'une nouvelle chaîne.
En décembre 2015, un accord signé avec une société algérienne et le groupe automobile iranien Saipa dans laquelle sera produite les X100, Tiba I et II, Saina et Pride dans le pays à partir de la mi-2016.
Emin Auto, une société algéro-turque, regroupant des représentants de plusieurs marques de véhicules chinois, devrait signer le projet de construction d'une chaîne de montage de véhicules utilitaires à Aïn Témouchent le jeudi 7 janvier 2016. Le projet est en partenariat avec le chinois JAC Motors et Emin Auto. Ce projet sera situé dans la nouvelle zone industrielle de Tamzoura, à 54 km, non loin d'Aïn Témouchent, sur une superficie de 34 hectares. Cette unité d'assemblage générera 270 emplois dans un premier temps, subséquemment passer à 450 emplois au cours de sa cinquième année de production. L'usine devrait également produire 10 000 camions par an, un volume qui sera porté, la 10e année, à quelque 100 000 véhicules/an.
L'industrie du camion a aussi une ration sur le marché Renault Trucks, filiale du groupe Volvo et le groupe algérien BSF Souakri ont signé un protocole d'accord pour la création d'une usine d'assemblage de véhicules en Algérie, qui sera basée à Meftah, Blida. Les véhicules des marques du groupe Volvo seront assemblés dans cette unité, Cette usine a le potentiel pour devenir un élément important du réseau mondial d' Iveco. Le président du groupe, Pierre Lahutte, a déclaré que l'entreprise a un modèle de développement international basé sur le partenariat, comme avec Ival en Algérie. Par ailleurs, le pays représente 13% des ventes du groupe en Afrique.
Toyota Algérie a annoncé trois projets dans l'assemblage et la fabrication de pièces détachées. Le premier projet concerne l'étude de lancement d'une ligne d'assemblage de poids lourds de la marque Hino, d'une capacité de 2 000 camions par an. L'usine produira du tonnage de camions légers, la série Hino 300.
Pour le deuxième projet, il s'agit d'une possibilité d'assemblage de véhicules Toyota en Algérie. Le représentant algérien du géant japonais, en collaboration avec Toyota Motor Corporation, rend compte et réalise une étude sur le marché automobile algérien « pour identifier des modèles qui pourraient être assemblés localement ». Toyota Algérie a également annoncé le lancement d'une unité de production de plaquettes de frein et de mâchoires de frein, d'une capacité à moyen terme de 200 000 unités à 300 000 unités respectivement.

### Égypte
Le marché automobile égyptien a atteint plus de 200 000 véhicules neufs par an avant la Révolution égyptienne de 2011. C'était le deuxième marché d'Afrique et le 42e au monde, avec une production annuelle de plus de 70 000 véhicules. Après avoir connu de nombreux échecs à ses débuts et quelques succès, l'industrie automobile égyptienne s'est concentrée sur les opérations d'assemblage de voitures livrées en CKD.

#### Histoire
L'industrie automobile en Égypte s'est développée à partir de 1958 avec la création de la société Ramses Automobiles, une compagnie d'État dont l'existence fut très courte, en raison du choix du modèle, une mauvaise copie de NSU Prinz, aux lignes dépassées et aux caractéristiques techniques obsolètes.
Les vrais débuts de l'industrie automobile égyptienne remontent à 1960. Pendant l'ère socialiste, après la la révolution égyptienne de 1952, le gouvernement s'était engagé à transformer le pays d'une économie agricole à une économie industrielle. Après ce premier échec, le gouvernement égyptien décida de créer une nouvelle société nationale : El Nasr Automotive Manufacturing Company plus connue sous la simple appellation de Nasr.
La décision de se concentrer sur l'assemblage de voitures sous licence étrangère a été principalement justifiée pour éviter les retards dans la disponibilité d'automobiles neuves liés aux délais problèmes d'ingénierie et de conception, surtout pour pallier les importations coûteuses en devises. Dès sa création, le gouvernement a retenu les voitures compactes, fiables, robustes et relativement abordables basées sur des modèles italiens Fiat qui étaient bien adaptées au marché égyptien. Nasr s'étendra plus tard à la production de véhicules utilitaires et agricoles tels que des camions.
Au fil des années, le modèle le plus vendu de Nasr, le 128 GLS, a commencé à montrer son âge (son design n'avait pas été modifié depuis les années 1970). Par conséquent, Nasr a commencé la production d'une nouvelle gamme de véhicules, une fois de plus basée sur les modèles Fiat existants, y compris la Regata, et les autres modèles basés sous licence par Tofaş, en particulier le Dogan et le Şahin. Le début du XXIe siècle a vu la relation avec Zastava s'étendre avec la production de la Nasr Florida.
La position de Nasr en Égypte reste solide, en grande partie grâce à la reconnaissance de sa marque et à son prix relativement abordable par rapport aux véhicules produits à l'étranger. Cependant, le manque relatif de design moderne de ses voitures (en particulier en termes de caractéristiques de sécurité et de confort par ailleurs standard) et la disponibilité accrue de marques étrangères bas à milieu de gamme en Égypte (telles que Škoda) ont accru le niveau de concurrence dans le marché principal de Nasr.
Nasr a mis fin à la production de véhicules de tourisme en 2009.
En 1974, le président Anouar el-Sadate a lancé une politique économique de la porte ouverte (ODEP). De nombreuses entreprises et capitaux étrangers sont entrés sur le marché automobile égyptien dans les années 1980. En 1985, General Motors a lancé une coentreprise avec "Al-Monsour Automotive Company", importateur local et concessionnaire automobile en Égypte. Au début des années 1990, le gouvernement égyptien a adopté le programme de réforme économique et d'ajustement structurel (ERSAP). Il a ainsi attiré de nombreuses entreprises étrangères qui sont entrées sur le marché égyptien pour construire leurs usines et installer leurs chaînes de montage comme Citroën, Fiat, Hyundai, Mercedes-Benz, Nissan, BMW, etc.
Au cours des 25 années, de 1975 à 2000, l'industrie automobile égyptienne est passée de trois usines utilisant principalement des composants importés à 16 entreprises avec 26 chaînes de montage, capables de fabriquer environ 100 000 exemplaires par an de voitures particulières, véhicules utilitaires légers, camions et autobus, ainsi que 300 usines qui produisent la plupart des composants automobiles. (Curiosité : la chaîne de montage BMW en Égypte est la seule usine hors d'Allemagne où la BMW Série 7 est produite).
C'est à partir de 2004 que le marché automobile égyptien a commencé à se développer de manière exponentielle, parallèlement à la production locale de voitures assemblées et à la fabrication locale de composants. La production en Égypte n'était que de 49.335 véhicules en 2004 et est passée à 116.683 en 2010, soit une augmentation de 136 %. Cependant, en raison des changements politiques, à partir de 2011, la production a chuté de plus de 31 % en 2012. En 2013, l'Égypte était le troisième marché de production automobile en Afrique, après l'Afrique du Sud et le Maroc. En 2017, la production totale de voitures n'a été que de 36.640 exemplaires.

#### Les constructeurs automobiles en Égypte
Source
En 2016, il y avait 83 constructeurs d'automobiles en Égypte. La demande augmente chaque année et il y a un grand potentiel de développement, il n'y a que 35 Égyptiens sur 1000 qui possèdent une voiture.
1. Al Fotouh Car Assembly Company
2. AAV - Arab American Vehicles
Coentreprise implantée au Caire, créée en 1977 par l' "Arab Organization for Industrialization" (51 %) et l'ancien constructeur American Motors Corporation, devenu Fiat Chrysler Automobiles (49 %), pour la fabrication de véhicules militaires et civils. La gamme actuelle se compose du Jeep Cherokee et du Jeep AAV TJL à toit ouvert basé sur le Jeep Wrangler. En 2009, la société a produit 40 655 véhicules de marque Jeep et 39 737 unités d'autres marques et modèles avec une proportion de composants nationaux de 45 à 47 %.
Modèles assemblés sous licence :
- Jeep CJ-7 (1978-86)
- Peugeot 505 (1979-99)
- Jeep CJ-8 (1982-86)
- Fiat Ritmo (1982-84)
- FSO Polonez (1984-89)
- Piaggio Vespa Triporteur (1986-87)
- Jeep Cherokee (1992-2008)
- Kia Pride (1998-2002)
- Citroën Xsara (2001-06)
- Pars 405 (1999-2004)
- Jeep Wrangler (depuis 2008)
- Jeep Liberty (depuis 2008)

Automotive Engineering Company - Nasr Trucks
Division véhicules industriels de El Nasr, entreprise d’État qui a fermé en 2009. À produit sous licence et assemblé jusqu'en 2009 des véhicules utilitaires Daewoo, des camions IVECO et des autobus Daewoo et IVECO.
En 2004, la production s'est élevée à 585 camions et autobus :
- Nasr Daewoo FSO,
- Nasr Iveco Daily,
- Nasr Iveco EuroCargo,
- Nasr Iveco 190 4x2,
- Nasr Iveco 190 6x4,
- Nasr Daewoo Pickup S/C
- Nasr Iveco Daly Minibus,
- Nasr Daewoo Mini Bus,
- Daewoo Super High Deck,
- Daewoo Intercity,
- Iveco City bus

3. El-Tramco
4. General Motors Egypt SAE
Entreprise créée en 1983 entre le groupe américain General Motors et l'importateur et concessionnaire automobile local Al-Mansour Automotive Company. L'usine est située dans la Ville du 6 Octobre. Contrairement à ce que pourrait faire croire son nom, la société ne fait pas partie de General Motors Company. C'est une coentreprise dont Isuzu Motors (60 %) et Al-Monsour (30 %) sont les principaux actionnaires. La société emploie environ 500 salariés (2004) et a produit 11.360 automobiles et véhicules commerciaux en 2004 :
- Opel Corsa
- Opel Astra,
- Isuzu TFR Crew Cab,
- Isuzu NKR 55, 66 TRK & NQR 71R.
- Histoire de GM Egypt : History of General Motors Egypt S.A.E..

5. Ghabbour Group
Le groupe Ghabbour est un des plus importants constructeurs égyptiens d'automobiles, d'autobus, de camions et de motocyclettes, implanté au Caire.
L'entreprise a été fondée en 1960 par les frères Kamal et Sadek Ghabbour. À ses débuts, l'entreprise s'appelait Ghabbour Brothers et a produit quelques véhicules Saviem. Depuis son changement de raison sociale, le Groupe fabrique sous licence des véhicules de nombreuses marques :
- motocyclettes et triporteurs Bajaj Auto,
- automobiles Hyundai, Mazda, Geely et Chery
- camions et autobus Fuso et Volvo.

Avec une production annuelle de 150 000 unités, Ghabbour Group est le plus important constructeur automobile d'Égypte.
6. JAC Motors
JAC Motors est un constructeur automobile appartenant à l'État chinois. La société a été fondée en 1964 et est cotée à la Bourse de Shanghai depuis 2001. Une coentreprise a été créée en Égypte en 2005 avec le groupe égyptien Kasrawy à Asmarat. En 2004, la société a produit 514 pick-ups L200 et autobus Mitsubishi.
7. Mercedes Egypt EGA
La coentreprise Egyptian German Automotive Company a été créée en 1996 entre des entrepreneurs égyptiens et Daimler AG. Soutenue par le gouvernement égyptien, EGA a construit une usine dans la zone industrielle de la Ville du 6 Octobre, à 30 km au sud-ouest du Caire. EGA a commencé son activité en 1997 avec le modèle classe "E" type 124. La classe C type 202 a suivi en 1999, assemblée en CKD et, à partir de 2006, avec la production en SKD pour la classe S type 221 puis, du GLK type 204 en 2009.
En 2002, EGA a décidé de se lancer dans la production de disques de freins pleins et ventilés pour tout le groupe Daimler AG, destinés à être distribués dans le monde entier comme pièces détachées Mercedes-Benz. EGA exporte ses produits vers toutes les usines d'assemblage en Allemagne et vers le centre mondial de pièces détachées du groupe.
Depuis 2015, à la suite des troubles politiques et économiques en Égypte, l'assemblage des voitures particulières Mercedes-Benz a cessé tout assemblage d'automobiles en Égypte. Les modèles commercialisés sont importés.
8. Bavarian Auto Group
Entreprise égyptienne qui a conclu un accord avec le constructeur bavarois BMW pour assembler les modèles BMW Série 3, 5, 7 & X3 et commercialise des véhicules des marques BMW et Brilliance, de 2006 à 2009 et depuis 2016. Elle a été fondée en novembre 1999 sous le nom "Al Fotouh Company for Vehicle Assembly", devenue "Bavarian Auto Group" en 2003. La société est implantée dans la Ville du 6 Octobre. Auparavant, de 1997 à 1999, les modèles BMW étaient assemblés en Égypte par Nissan Egypt.
9. Speranza Motors Ltd
Constructeur automobile égyptien basé à Maadi, un quartier du Caire. Il fait partie de Daewoo Motor Egypt - (DME) qui appartient lui-même au groupe Aboul Fotouh. L'usine est située dans la Ville du 6 Octobre. L'entreprise a débuté au début des années 1980 en tant qu'importateur de voitures japonaises. L'usine d'assemblage a commencé ses activités avec l'assemblage en SKD de véhicules Daewoo en 1998. Depuis sa faillite en 2006, l'entreprise assemble des véhicules chinois Chery. Les voitures sont commercialisées sous la marque Speranza.
10. Seoudi Group
Dans les années 1970, Seoudi Group a commencé à importer des petits véhicules utilitaires Suzuki. Dans les années 1990, l'entreprise assemblait des véhicules Suzuki, produisait des sièges auto et des radiateurs. Il était le seul importateur de véhicules Nissan. La société a également commencé ses travaux avec Modern Motors SAE, spécialisée dans la fabrication de véhicules Nissan. De 1997 à 1999, l'usine Modern Motors a été la première société à assembler des modèles BMW en Égypte, suivie par la coentreprise ACVA.
En 1981, la société a fondé une deuxième société El-Mashreq Company pour importer des voitures italiennes Fiat et Alfa Romeo.
La troisième usine d'assemblage a été ouverte en 1988, implantée dans la Ville du 6 Octobre, spécialisée dans la fabrication de véhicules Suzuki et Lada.
11. El Nasr
De 1960 à 2009, El Nasr était le premier constructeur automobile arabe. La société appartenait à l'État et produit un grand nombre de véhicules Fiat originaux mais également assemblé des voitures des filiales de Fiat : Seat, Zastava, Fiat-Polski et Tofaş, rebadgées Nasr. On estime que plus de 415.000 automobiles Fiat ont été assemblées par El Nasr.
- Modèles fabriqués sous licence :
  - Fiat 1100 D (1960-67)
  - Fiat 1100 R (1967-70)
  - Fiat 1300/1500 (1962-68)
  - Fiat 124 (1967-75)
  - Fiat 125 (1968-72)
  - Fiat Polski 125P (1972-90)
  - Fiat 128 (1973-80)
  - Zastava 101 (1974-2009)
  - Seat 133 (1974-79)
  - FSO Polonez (1980-93)
  - Fiat Regata (1984-90)
  - Tofaş 131 Doğan 1300 berline (1993-2005)
  - Tofaş 131 Sahin 1600 berline (2005-2009)
  - Tofaş 131 Kartal SW (1993-2009)
  - Tofas Tempra (1996-2000)
  - Zastava Florida (2002-2009)
  - Zastava 128 GLS (2002-2009)

12. Manufacturing Commercial Vehicles - MCV
Société privée appartenant au groupe Ghabbour, fondée en 1994 pour importer et commercialiser des modèles Mercedes-Benz. Dès 1995, elle se lance dans l'assemblage de camions Mercedes-Benz livrés en CKD d'Allemagne et du Brésil. En 1998, la société construit une usine de production de carrosseries industrielles à Salheya. La capacité annuelle des ateliers est de 6000 autobus et 1200 camions.
En 2004, MCV a assemblé 1.953 camions et autobus :
- MB 800,
- MB 1720 4X2 Truck,
- MB 2031 4x2 Tipper,
- MB 2044 4x2 Trailer,
- MB 3331 6x4 Tipper,
- MB 3344 6x4 Truck,
- MB 3838 6X4 Tipper
- MCV 200L,
- MCV 200 - 200 A/C,
- MCV 500,
- MCV 400 - 400L,
- MBO 350.

13. MCV Bus & Coach
MCV Bus & Coach est un constructeur de carrosseries d'autobus fondé en 2002 lorsque "Manufacturing Commercial Vehicles" a racheté certains des droits de conception du constructeur de bus anglais Marshall Bus, disparu en 2002. MCV réalise des carrosseries d'autobus et autocars sur des châssis des principaux constructeurs : Alexander Dennis, MAN, Mercedes-Benz, IVECO, VDL et Volvo disponibles en Grande-Bretagne.
14. Egy-Tech Engineering
Constructeur de véhicules à trois roues fondé en 1997 et implanté au Caire.
15. Nissan Motor Egypt
L'entreprise est une filiale du groupe japonais qui assemble localement les modèles Nissan: Sunny 1.6 et X-Trail 4x4. Nissan assemble également d'autres modèles pour des constructeurs étrangers comme Fiat, depuis la disparition de El Nasr en 2009, les Fiat Petra et Siena.
16. Gorika Egypt Group - GEG
Entreprise industrielle fondée en 1983 qui a obtenu en 1994 la licence exclusive pour assembler localement des modèles de camions et autobus MAN. À créé, en 1999, une filiale MAN-Kastour qui a commencé à produire localement des structures d'autobus avec une licence accordée par Bus CONSULT Allemagne. L'entreprise a une capacité de production annuelle de 1200 bus, 600 camions, 300 remorques/benne/citerne et équipements spéciaux. En 2004, elle a produit 232 camions et autobus en 2004.

### Ghana
La politique du gouvernement sur les automobiles est très attrayante, invitant des entreprises étrangères à s'installer dans le pays telles que Toyota, Volkswagen, Nissan etc.. Si aucun problème politique ne vient altérer la confiance des investisseurs, le Ghana devrait une forte croissance de son industrie automobile d'Afrique au cours des prochaines décennies.
Le Ghana s'est lancé dans la fabrication d'automobiles en 2013 avec un prototype de conception locale assemblée par la société ghanéenne "Suame Industrial Development Organization" (SMIDO), un robuste SUV nommé SMATI Turtle 1. Le groupe indien Mahindra & Mahindra Limited a créé une filiale Mahindra & Mahindra Ghana Limited et construit une usine d'assemblage dans le sud du pays pour desservir le continent africain. Les modèles assemblés localement (moins de 400 par an) sont :
- Mahindra XUV500, un gros SUV,
- Mahindra e2o, une petite voiture urbaine électrique,
- Mahindra Genio, un pick-up dérivé de la Mahindra Xylo,
- Mahindra Xylo, un monospace compact.

### Kenya
L'industrie automobile au Kenya est impliquée dans l'assemblage, l'importation de modèles de l'étranger et la commercialisation des véhicules. Volkswagen avait tenté une expérience directe d'assemblage de la Coccinelle de 1960 à 1977 et s'était ensuite retiré du pays pendant 40 ans avant de reprendre l'assemblage d'une version locale de la Polo le 22 décembre 2016 avec une capacité maximale de 1000 exemplaires par an mais qui n'a pas eu de succès avec 55 exemplaires vendus en un semestre.
Les principaux importateurs sont : Toyota East Africa/Toyota Kenya Ltd, Cooper Motor Corporation, General Motors East Africa (GMEA), Simba Colt et DT Dobie.
Principaux assembleurs sont :
- Associated Vehicle Assemblers Ltd (AVA), le plus important assembleur du pays avec les marques : Mitsubishi Motors, Scania, Tata, Hino, Toyota, Peugeot, Fiat et les camions Iveco et Volvo[10].
- Kenya Vehicle Manufacturers (KVM), assemble la VW Polo Vivo (55 en un semestre)[11], des modèles Hyundai et quelques Peugeot 508 et 3008.
- General Motors East Africa (GMEA),
- Honda Motorcycle Kenya Ltd,
- CMC Motors Group Limited, le plus important assembleur du pays. La société a été fondée en 1912 et assemble des véhicules depuis 1974 :
- Volkswagen Golf
- Volkswagen Santana
- Volkswagen Jetta
- Volkswagen Transporter
- Mazda 343
- Mazda 626
- Mazda Rustler (1re & 2e génération)
- Mazda T3500
- Mazda BT-50 pick-up
- Iveco Stralis AT720 camion lourd porteur et tracteur de semi-remorques,
- Iveco EuroTrakker
- Iveco Trakker MP 380
- Nissan Diesel CWB450, petit camion léger
- Ford F-250

Le Kenya tente de construire entièrement ses propres voitures. Après avoir construit sa première voiture à la fin des années 1980, la Nyayo Car, le Kenya s'est lancé en 2009 dans l'industrie automobile avec Mobius Motors.

### Libye
La Libye a été une colonie italienne depuis 1911 et jusqu'à la fin de la Seconde Guerre mondiale, 1947, la Libye italienne. La motorisation du pays a longtemps été assurée par des modèles de marques italiennes importés. Après l'indépendance, le pays a conservé d'étroites liaisons avec l'Italie et certains modèles d'automobiles et de camions ont été assemblés localement. En fin d'année 1976, un accord a été conclu entre le colonel Mouammar Kadhafi et Fiat Group SpA de la famille Agnelli qui a vu la banque LAFICO acheter 9,6% de Fiat et Fiat V.I. construire une usine d'assemblage de camions et autobus à Tripoli. Face aux pressions américaines, Fiat rachètera en 1986 les actions détenues par LAFICO.
La coopération entre l'Italie et la Libye a été fructueuse également du point de vue militaire puisqu'il ressort qu'en 1970, l'Italie a vendu quatre navires Fincantieri Corvette lances missiles, 300 blindés de tout type (chars et véhicules de transport de troupes), 250 avions SIAI Marchetti SF.260 pour l'entrainement et la lutte contre la guérilla, 30 hélicoptères, 20 avions Fiat G.222.

### Maroc
Les débuts de l'industrie automobile au Maroc remontent à 1959, lorsque le roi Mohammed V voulu lancer les bases de la modernisation du pays. Le projet a vu le jour avec l'assistance technique de Fiat par l'intermédiaire de sa filiale française Simca pour fonder la SOMACA (Société Marocaine de Constructions Automobiles). Le capital de la SOMACA (10 millions de dirhams) est réparti à raison de 40 % au BEPI (Bureau d’études et de participations industrielles), 20 % à Fiat SpA, 20 % à Simca SA et 20 % à des investisseurs privés marocains.
Le programme prévoyait d’abord l'assemblage des véhicules et ensuite la fabrication progressive de 6000 à 8000 voitures de tourisme et camionnettes légères par an, pouvant être portée à 10 000 véhicules. À l'origine, l’usine assembla les modèles Fiat 600, 1500, 2300, Simca 1000, Ariane et Aronde. La fabrication débuta en 1962 avec 2247 exemplaires de la Fiat 1100.
Pour favoriser l’essor de l’industrie locale, il était prévu que certains éléments : batteries, pneus, glaces, sièges, radiateurs, etc. S'ils leur qualité était conforme à celle d'origine exigée par Fiat et Simca, elles seraient montés sur les voitures.
Il était également prévu que SOMACA pourrait assembler et produire d’autres modèles Fiat. Après deux ans d’exploitation par Fiat, 30 % de la valeur des véhicules produits étaient fabriqués au Maroc.
En 1966, Renault signe une convention avec l'État marocain pour faire assembler la Renault 4 berline et fourgonnette chez SOMACA.
De nombreux modèles de plusieurs marques différentes seront fabriqués.
À la fin 1997, la production de la SOMACA a atteint les chiffres suivants :
| Modèles                   | Dates     | Production |
| ------------------------- | --------- | ---------- |
| Renault 4                 | 1967-95   | 95.250     |
| Fiat Uno                  | 1995-2003 | ± 59.600   |
| Renault 12                | 1970-80   | 38.850     |
| Fiat 124/125/128          | 1964-83   | 32.064     |
| Simca 1100                | 1968-80   | 29.268     |
| Fiat Palio+Fiat Siena     | 1998-2003 | ± 24.000   |
| Fiat 127                  | 1972-87   | 23.664     |
| Renault 16                | 1966-80   | 21.520     |
| Simca 1000/1300/1301      | 1962-75   | 21.038     |
| Fiat 1100 D & R           | 1962-69   | NC         |
| Fiat 600                  | 1962-69   | NC         |
| Fiat 1500                 | 1963-67   | NC         |
| Simca Aronde+Simca Ariane | 1963-1966 | NC         |
| Fiat 2300                 | 1962-1967 | NC         |
| Renault Kangoo            | 1999-20xx | NC         |
| Peugeot Partner/Berlingo  | 1997-2010 | NC         |
| Fiat Croma                | 1986-?    | 168        |
| Dodge                     | ?         | 161        |

En 1978, avec le rachat de la filiale européenne de Chrysler, Peugeot se substitue à Simca dans SOMACA et lance l'assemblage de certains de ses modèles. En 2002, l'État marocain veut privatiser SOMACA mais aucune offre ne lui parvient en raison du maintien de la libre importation de véhicules neufs sans taxes. En 2003, accordant des exonérations d'impôts et la baisse de la TVA de 14 à 7% sur les voitures assemblées dans le pays, il arrive à céder ses parts (38 %) à Renault. En 2005, Fiat vendra sa participation (20 %) à Renault tandis que PSA conservera la sienne (20 %) jusqu'en mars 2019.
Le Maroc a l'objectif de devenir la plaque tournante automobile du continent africain. En effet, le pays veut devenir également un fournisseur majeur pour les usines automobiles européennes, notamment l'usine Ford Motor Co. de Valence, en Espagne, qui importe des sièges de voiture, des intérieurs, des câbles et d'autres composants du Maroc.
Une nouvelle usine d'une capacité d'assemblage automobile de 400 000 véhicules par an a été ouverte par Renault en février 2012 à Tanger. Elle produit principalement des voitures low-cost Dacia pour le marché européen. Avant 2012, la seule usine d'assemblage au Maroc était l'usine SOMACA de Casablanca.
BYD a signé un accord le 9 décembre 2017 pour ouvrir une usine près de la ville de Tanger pour construire des véhicules électriques. BYD devient ainsi le troisième constructeur automobile à construire des voitures au Maroc.
Une usine de PSA Peugeot-Citroën, intégré depuis dans le groupe Stellantis, implantée à Kénitra, a commencé la production en juillet 2019, avec une capacité de démarrage de 90.000 voitures/an des modèles Peugeot 208 II et Citroën Ami (2020). La principale spécificité de cette usine est l'introduction de la production de moteurs automobiles pour la première fois dans le pays.

### Nigeria
Les débuts de l'industrie automobile au Nigeria remontent aux années 1950. Les premiers véhicules sortis des chaînes de montage ont été le camion Bedford TJ fabriqué par Federated Motors Industries et la Peugeot 404 pick-up assemblée en CKD par SCOA. Le développement a commencé dans les années 1970, pendant la période du choc pétrolier, le gouvernement fédéral du Nigeria a signé des partenariats avec plusieurs constructeurs étrangers pour assembler des véhicules. Des marques ont dominé l'industrie du milieu des années 1970 à la fin des années 1980 : Peugeot Nigeria Ltd et Volkswagen pour les automobiles et Bedford Leyland, Anambra Motor Manufacturing et Steyr pour les véhicules utilitaires. Ces marques ont simplement fait assembler des kits complètement démontés importés. À la fin des années 1980, l'industrie a été très affectée par un fort ralentissement de l'économie.
En 1969, dans l'espoir de promouvoir des transferts de technologie, le gouvernement nigérian a lancé un appel à candidatures pour la création d'usines d'assemblage. Environ 20 constructeurs ont répondu, mais la sélection a été très influencée par les marques déjà présentes. Le gouvernement a engagé des négociations avec Peugeot et Volkswagen avec pour objectif de développer progressivement la part locale pour arriver, en 1990, 100 % de composants locaux. Des négociations ont également été engagées avec Steyr, Leyland, Daimler-Benz et Fiat pour la production de camions. Le gouvernement a voulu protéger l'industrie locale en augmentant les droits de douane sur les voitures et les camions importés complets.
En 1972, le gouvernement a signé un contrat avec Volkswagen pour construire une usine d'assemblage. La participation était : Volkswagen AG (40 %), le gouvernement nigérian (35 %), institutions financières allemandes (11 %), distributeurs nigérians (10 %) et État de Lagos (4 %). La production a débuté en 1975 avec l'assemblage en CKD 100 % importé d'Allemagne. L'usine a produit la Coccinelle avec les moteurs de 1,3, 1,5 & 1,6 litre, l'Audi 100, la Golf, le Combi bus, la Jetta et la Passat.
L'autre constructeur de véhicules de tourisme, Peugeot Automobiles Nigeria ou PAN, a lancé la production en 1975 avec des composants 100 % importés. La répartition était Peugeot-Citroën (40%), le gouvernement nigérian (35%), l'État de Kaduna (10%) et la Banque nigériane de développement industriel (5%). La production est passée de 2259 unités en 1975 à 35000 en 1979, subséquemment à 48 235 en 1980. La société a d'abord assemblé la 504 puis à partir de 1980, la 505 Lorsque les prix du pétrole ont commencé à baisser, le cours de la monnaie a chuté et les importations ont vu leur prix augmenter. PAN a conservé une ligne d'assemblage qui n'a fonctionné qu'à un rythme très réduit. En 2000, les voitures étrangères d'occasion dominaient largement les ventes dans le pays.
Certaines des usines ont été privatisées, VON a été vendu à Stallion Group et Leyland a été vendu à Busan. La production a été fortement réduite par rapport aux sommets des années 1980.
En 1973, le gouvernement nigérian a signé des accords avec quatre constructeurs étrangers pour l'assemblage de véhicules industriels. Les accords concernent :
- "Anambra Auto Manufacturing Company" - ANAMCO a conclu un partenariat avec Daimler Benz. L'usine est implantée à Enugu et a commencé sa production en 1980 avec une capacité de 7.500 exemplaires annuels[18].
- "Leyland Nigeria Ltd", coentreprise avec Leyland. L'usine est située à Ibadan a produit des camions et des camionnettes pour l'armée, les douanes, la police et les versions civiles. L'usine Leyland avait également la capacité de produire des 4x4. L'usine a assemblé un mix de 5 véhicules, le Mitsubishi Canter, le Land Rover, le Range Rover, le Landmaster et l'Albion.
- "Fiat V.I. Nigeria" a disposé depuis 1969 d'une usine à Kano pour assembler les fameux Fiat 682, le "Roi d'Afrique". Plusieurs versions de cet indestructible camion lourd ont été assemblées, les 682N3 & 682N4 et les 682BT5 & NT5 qui montaient la cabine des nouveaux Fiat 619N1. La production s'est poursuivie jusqu'en 1988. Le Fiat 643, de moyen tonnage, a également été assemblé.

En 1999, le gouvernement vend toutes ses participations dans les usines d'assemblage. Volkswagen a été vendu au groupe Stallion (conglomérat de Dubaï présent dans 18 pays) et la participation dans PAN a été rachetée par ASD Motors. La production de Volkswagen est passé de 29 300 exemplaires en 1981 à moins de 1000 en 1989 jusqu'en 2005. Stallion s'est alors tourné vers le constructeur indien Ashok Leyland pour assembler des autobus Falcon. En 2006, Peugeot a cédé toutes ses parts à l'État nigérian. En 2009, PAN a remplacé l'assemblage sous licence de la Peugeot 406 par celui de la 307. En 2015, Peugeot a repris contact avec PAN pour faire assembler en CKD, 400 exemplaires de Peugeot 301 et 508 avant d'envisager l'assemblage en CKD. Depuis le 2 février 2022, le groupe Dangote a redémarré l'assemblage des modèles 3008, 5008 et 205.
"Innoson Vehicle Manufacturing Co. Ltd. - IVM", est une entreprise nigériane de fabrication d'automobiles et d'autobus. Elle a été fondée par Innocent Chukwuma Nwala en 2010 et exploite une usine à Nnewi dans l'État d'Anambra. Innoson Vehicle Manufacturing est surnommé "Pride Of African Road". 70% des pièces automobiles sont produites localement, tandis que le reste provient du Japon, de Chine ou d'Allemagne. Le premier véhicule fabriqué entièrement au Nigeria fut la Nnewi, la ville où est implantée l'entreprise, surnommée « le Japon de l'Afrique ».

### Tunisie
L'industrie automobile tunisienne est née en 1961 avec la fondation de la Société tunisienne d'industrie automobile, une entreprise d'État qui va assembler des modèles de plusieurs constructeurs européens, notamment Renault Peugeot et Fiat...
En 1987, la production est recentrée : le gouvernement tunisien met fin à la production de voitures particulières et de camionnettes, pour privilégier des véhicules lourds (autobus, utilitaires, tracteurs, camions, etc.). La STIA se lance dans l'assemblage en CKD des modèles IVECO camions et autobus et d'un modèle de tracteur Scania. Une seconde compagnie nationale, la SETCAR assembles des autobus Volvo. La Tunisie a depuis 1987 libéré l'importation de véhicules finis, neufs et d'occasion.
Les principaux constructeurs opérant en Tunisie sont :
- IMM - Industries Mécaniques Maghrébines, constructeur tunisien dont le siège est situé à Kairouan. L'entreprise a été fondée en 1982 et fermée une première fois en 1988. L'usine a été ré-ouverte en 1991[20]. Depuis, le constructeur a créé des filiales pour la distribution de ses véhicules à Carthage, Tunis et Oued Smar en Algérie. La production annuelle est de 4000 exemplaires environ.

Les principaux modèles ont été : la fourgonnette Isuzu Midi, les pick-ups Isuzu Rodeo, Isuzu MU (baptisé Amigo) et D-Max (2002).
La gamme actuelle est composée des SUV Mazda Tribute et Isuzu D-Max (2011).
La société est une coentreprise entre General Motors Company (20 %), Isuzu Motors Ltd. (10 %) et le constructeur de locomotives General Motors Tunisie SA (70 %).

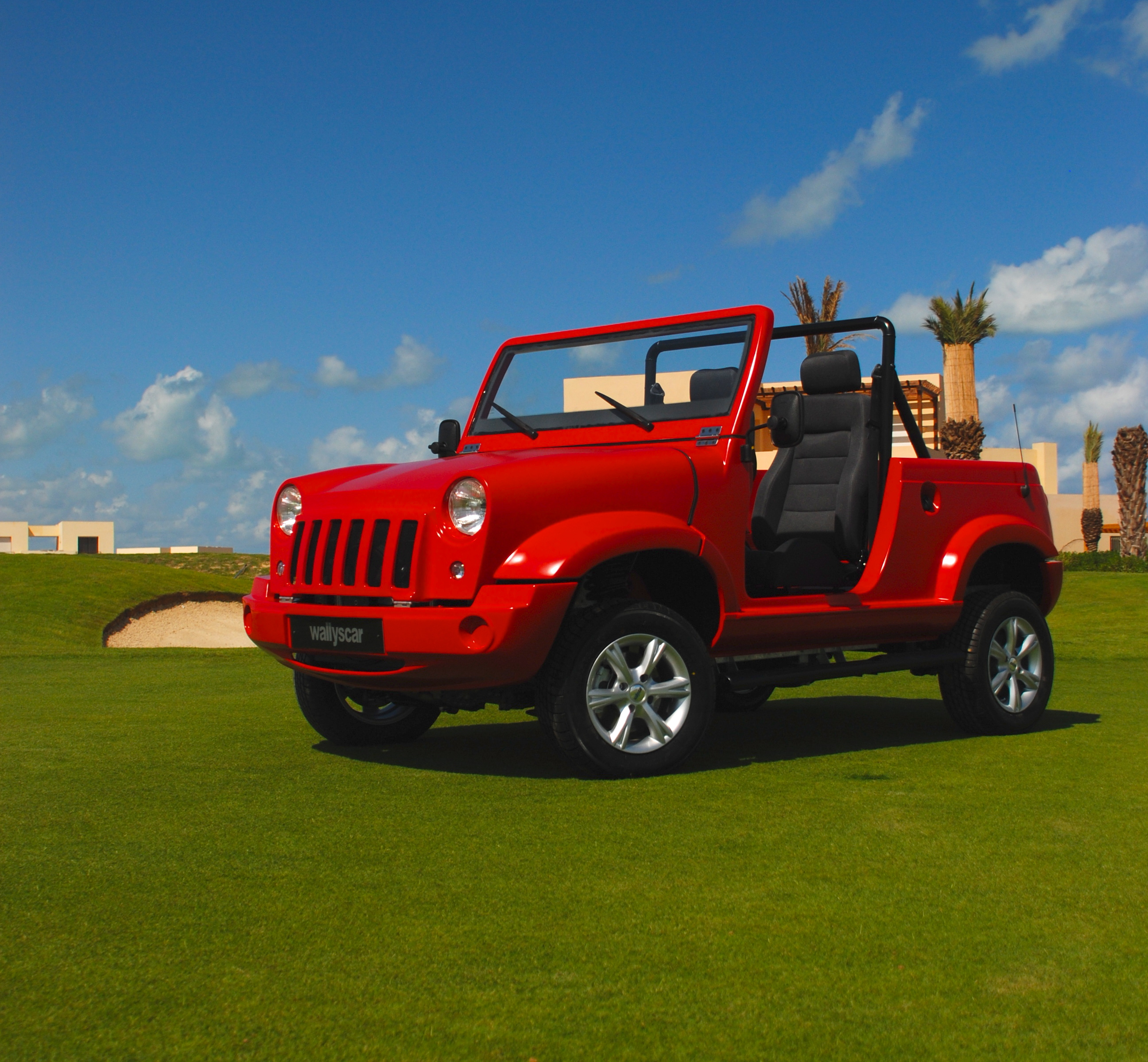
Wallyscar Izis

- Wallyscar, petit constructeur tunisien indépendant, fondé en 2006 et basé à Ben Arous. La production annuelle est de 600 unités environ avec plus de 40% de composants locaux.
- STIA - Société Tunisienne d'Industrie Automobile est une entreprise tunisienne de carrosserie industrielle assemblant des autobus, autocars de tourisme et camions dont les composants de base sont livrés en CKD[21]. La STIA a été fondée le 30 mars 1961. Son activité se décompose en deux divisions, véhicules industriels lourds et autobus.

L'activité autobus se décompose en 3 phases :
- 1re phase (1964 - 1973) : assemblage de modèles en petites collections CKD de la Renault 4, puis, à partir de 1972, les Citroën 2 & 3 CV, les Peugeot 404 et Peugeot 504 jusqu'en 1992 et, depuis le 25 juin 2005, le pick-up Mitsubishi L200. Dès 1967, les premiers véhicules utilitaires sont assemblés,
- 2e phase (1974 - 1986) : La STIA produit deux types de carrosseries d'autobus sous licence Van Hool pour autobus urbain et interurbain,
- 3e phase (à partir de 1987) : STIA développe ses propres carrosseries qui sont montées sur des châssis motorisés importés. STIA s'oriente vers le créneau de carrossage d'Autocars de luxe.

Depuis 1998, les partenariats pour la fourniture de châssis motorisés sont (par ordre d'importance) :
- IVECO Bus pour les autobus, autocars standards et GT, midibus et minibus,
- Volvo pour les midibus de 35/40 places,
- Ikarus pour les autobus standards et articulés,
- Mercedes-Benz Bus pour les autocars de tourisme.

L'activité véhicules industriels : STIA a commencé son activité d'assemblage de véhicules industriels en 1967 après avoir signé des conventions avec Fiat V.I. et sa filiale OM et a conservé des rapports privilégiés avec le groupe italien. En juin 1991, sous la supervision de l'OCT des contrats, STIA a signé un accord de coopération sur cinq ans (1991/1996) avec les constructeurs étrangers IVECO portant sur tous les modèles de sa vaste gamme (Daily, EuroCargo, EuroTech, EuroTrakker), RVI (Midlum & Kerax) et Scania (R124). Une convention a été signée avec Mercedes-Benz en 2002 pour assembler le modèle Actros 3331 en complément à la gamme IVECO actualisée.
L'État tunisien a lancé la privatisation de la STIA en 2006. Après de nombreux reports, la filiale de la Société Tunisienne de Banque, est privatisée en 2008 et vendue au Groupe Mabrouk qui, à travers sa société ICAR, reprend entièrement les actifs et l'activité de STIA en février 2009. La marque STIA est conservée. ICAR investit dans l'outil de production et construit, en 2013, une nouvelle usine pour carrosseries d'autobus et autocars capable de produire 700 autocars et autobus et 4000 camions et pick-ups par an. ICAR est également l'importateur et distributeur Mercedes-Benz, Mitsubishi et des marques du groupe Fiat en Tunisie.

## Amérique

### Argentine
- Voir aussi : Liste des automobiles produites en Argentine

L'Argentine a une longue histoire de fabrication automobile, presque entièrement axée sur la fabrication de véhicules de conception étrangère. Ils ont produit 100 000 unités (12e au monde) en 1960, 200 000 en 1970, 300 000 en 1980, puis sont tombés à 100 000 en 1990 en raison d'une profonde crise économique. Une restauration s'est produite au milieu des années 2000, puis une croissance importante a porté la production annuelle à plus de 800 000 unités (3e place en Amérique latine - après le Brésil et le Mexique, et 20e dans le monde).
L'industrie argentine est réglementée par l'Asociación De Fabricantes de Automotores (Adefa), [18] créée en 1960, qui comprend des constructeurs d'automobiles, de véhicules légers, de camions et d'autobus. L'Adefa fait partie de l'Organisation Internationale des Constructeurs Automobiles (OICA), basée à Paris. Certaines entreprises mondiales sont présentes en Argentine telles que BYD, Fiat, Volkswagen Group, Ford, Iveco, General Motors, Nissan Motors, Toyota, Scania, Mercedes-Benz, Renault, Honda, PSA, etc., et aussi certaines entreprises nationales telles que Materfer, TAT SA, Helvética, Crespi, PurSang, etc. Ces derniers ont produit des répliques de voitures classiques équipées de la technologie moderne.

### Brésil
L'industrie automobile brésilienne était de taille similaire à celle du Mexique et de l'Argentine jusqu'en 1960. Elle a ensuite connu deux pics de croissance et est devenue un leader régional et même un des leaders mondiaux. À la fin des années 1970, la production annuelle dépassait le million d'unités, ce qui en faisait le 10e pays producteur d'automobiles au monde. Après quelques baisses vers 1990, une nouvelle période de croissance a permis au Brésil de dépasser les leaders automobiles traditionnels (Belgique, Royaume-Uni, Italie, Canada, Russie, Espagne, France) en termes de production annuelle (près de 3,5 millions de véhicules par an, 7e plus grand au monde).
L'industrie brésilienne est réglementée par l'Associação Nacional dos Fabricantes de Veículos Automotores - ANFAVEA, créée en 1956, qui comprend des constructeurs d'automobiles, de véhicules légers, de camions et d'autobus, et de machines agricoles ayant des usines au Brésil. ANFAVEA fait partie de l'Organisation Internationale des Constructeurs Automobiles (OICA). La plupart des grands constructeurs automobiles mondiaux sont présents au Brésil, notamment Audi, BMW, BYD, Fiat Group, Volkswagen Group, Ford, General Motors, Nissan Motors, Toyota, MAN SE, Mitsubishi, Mercedes-Benz, Volvo, DAF, Iveco, Renault, Honda, Hyundai, Peugeot, Citroën, Kia, Suzuki, SsangYong, JAC Motors, Chery, etc. Le Brésil compte également un certain nombre de petites entreprises nationales telles que CAOA Chery, Troller, Marcopolo SA, Agrale, Randon SA, Excalibur, TAC, Lobini, etc., dont certains ont produit des répliques de voitures anciennes mises actualisées avec la technologie moderne. Dans le passé, il y avait des marques nationales telles que Fabrica Nacional de Motores - F.N.M., (une filiale d'Alfa Romeo, DKW Vemag et Gurgel et Puma Veículos e Motores Ltda.

### Canada
Le Canada est le 11e plus gros producteur automobile au monde avec 2,1 millions de véhicules annuels. La Chine, l'Espagne, l'Inde, le Brésil et le Mexique ont récemment dépassé la production canadienne pour la toute première fois.
L'industrie automobile canadienne trouve ses racines au tout début de l'automobile. La première production à grande échelle d'automobiles au Canada eut lieu à Walkerville, près de Windsor, en Ontario, en 1904. Au cours de la première année d'exploitation, Gordon McGregor et Wallace Campbell, ainsi qu'une poignée d'ouvriers, ont produit 117 véhicules Ford modèle "C" à l'usine Walkerville Wagon Works.
Grâce à des marques comme Brooks Steam, Redpath, Tudhope, McKay, Galt Gas-Electric, Gray-Dort, Brockville Atlas, CCM et McLaughlin, le Canada possédait de nombreuses marques automobiles nationales. En 1918, McLaughlin a été acheté par General Motors et a été rebaptisé par la suite General Motors Canada. Poussée par les exigences de la Première Guerre mondiale, l'industrie automobile canadienne était devenue, en 1923, la deuxième en importance au monde, même si elle était encore composée d'usines relativement inefficaces produisant de nombreux modèles derrière un mur tarifaire élevé. Les prix à la consommation élevés et les inefficacités de la production caractérisaient l'industrie automobile canadienne avant la signature de l'Accord commercial de 1965 sur les produits automobiles avec les États-Unis.
L'accord sur le commerce des produits automobiles de 1964 ou « Pacte de l'automobile » représente le facteur le plus important qui a fait de l'industrie automobile canadienne ce qu'elle est aujourd'hui. Les principales caractéristiques du Pacte de l'automobile étaient le ratio production-ventes de 1:1 et les exigences canadiennes en matière de valeur ajoutée.
Magna International est la plus grande entreprise nationale du Canada dans le secteur et la troisième plus grande entreprise de pièces automobiles au monde, produisant des véhicules entiers à son usine de Magna Steyr en Autriche.

### Colombie
La construction automobile en Colombie avait atteint une production de plus de 100 000 véhicules par an en 2005 mais, au cours des dernières années, la production a été réduite d'un tiers. Étonnamment, elle a connu une augmentation progressive à partir de 2008, principalement due à l'augmentation des exportations vers les autres pays d'Amérique latine à partir d'une grande usine : Sofasa qui assemble des voitures Renault pour des marchés comme le Mexique, le Pérou, la Bolivie et l'Équateur.

### Équateur
L'Équateur dispose d'une petite industrie automobile avec une production annuelle de 20 à 40 000 exemplaires. Les constructeurs GM Ómnibus produit la Chevrolet Aveo et la Chevrolet Sail, AYMESA produit la Kia Rio sous licence.

### Mexique
L'industrie automobile mexicaine se compose principalement d'usines d'assemblage de modèles étrangers. Les premiers ont été des entreprises américaines, puis divers constructeurs européens et japonais. Plus d'exemplaires de la Volkswagen Coccinelle d'origine, à Puebla ont été construits au Mexique que partout ailleurs entre 1955 à 2003. La production mexicaine a augmenté rapidement dans les années 1990, en raison de l'ALENA qui a conduit de nombreux fabricants américains, européens et japonais à déplacer la production de bon nombre de leurs modèles de leurs usines américaines et canadiennes au Mexique, plaçant le Mexique à la 6e place dans le monde en termes d'unités produites. Les seuls constructeurs automobiles mexicains nationaux actuels sont VUHL, Zacua et DINA qui s'approvisionnent tous deux en moteurs auprès de constructeurs étrangers.

### États-Unis
Article principal- : Industrie automobile aux États-Unis
L'industrie automobile américaine a commencé dans les années 1890 et le pays est rapidement devenu le plus grand producteur automobile au monde grâce à l'effet de masse. L'industrie a commencé avec des centaines de fabricants, mais à la fin des années 1920, elle est dominée par trois grandes entreprises : General Motors, Ford et Chrysler. Après la Grande Dépression et la Seconde Guerre mondiale, ces entreprises ont continué à prospérer. Les États-Unis produisaient alors près des 3/4 de toutes les automobiles du monde en 1950. Cependant, après un record de production de près de 15 millions d'exemplaires dans les années 1970, au début et au milieu de cette décennie, une combinaison de prix du pétrole élevés, d'une concurrence accrue des constructeurs automobiles étrangers et d'une réglementation gouvernementale croissante a gravement affecté les entreprises. Dans les années 1980 et 1990, la puissance automobile américaine a été dépassée par l'industrie automobile japonaise en croissance rapide, mais au XXIe siècle, les deux sont équilibrées et sont maintenant les deuxièmes au monde après la Chine, avec une production annuelle de 8 à 10 millions. Dans les années qui ont suivi, les entreprises ont périodiquement rebondi, mais en 2008, l'industrie était en ébullition. En conséquence, General Motors et Chrysler ont déposé une demande de redressement judiciaire et ont été renfloués grâce à des prêts et des investissements du gouvernement fédéral. Chrysler a ensuite été racheté par Fiat SpA pour devenir Fiat Chrysler Automobiles qui a fusionné avec PSA pour créer le groupe multinational Stellantis. Le constructeur automobile électrique américain Tesla est apparu sur la scène en 2009 et est devenu depuis l'une des entreprises les plus précieuses au monde, produisant environ 1/4 des voitures particulières entièrement électriques au monde.

### Uruguay
L'industrie automobile uruguayenne s'est récemment développée grâce à l'implication de constructeurs chinois, avec des usines telles que Nordex à Montevideo, produisant des modèles Geely sous licence, SOCMA vendu à Barra de Carrasco, produisant des Chery ou Lifan qui dispose d'une usine à San Département José et Effa Motors. Les anciens modèles sont Grumett et Indio.

### Venezuela
L'industrie automobile vénézuélienne a occupé la 36e place dans le monde en unités produites et la quatrième en Amérique latine, après le Brésil, le Mexique et l'Argentine. Dans les années 1970 et 1980, la production de véhicules se situait entre 150 et 200 000 exemplaires par an, principalement des véhicules développés aux États-Unis. Chrysler, Ford, IVECO, General Motors, Mitsubishi/Hyundai, Honda et Toyota ont construit des usines d'assemblage dans le pays. En raison des graves problèmes économiques (cessation de paiements), depuis 2012, l'industrie automobile s'est effondrée. Actuellement, la plupart des entreprises ont suspendu quasiment toutes leurs productions en raison de la difficulté d'obtenir des devises étrangères pour importer les composants nécessaires. Le Venezuela avait Venirauto. Celle-ci a été fondée par le gouvernement le 3 novembre 2006 à Maracay. Il est lié à Iran Khodro et SAIPA du partenariat iranien. La production d'automobiles a commencé en 2007 mais s'est terminée peu de temps après car la production était très limitée.
En réalité, la plupart des quelques voitures neuves au Venezuela sont importées par les anciens fabricants, concessionnaires ou vendeurs tiers, car très peu de gens peuvent s'offrir des voitures payées en espèces en devise américaine puisqu'il n'y a pas de crédit depuis au moins 2013.

## Asie

### Azerbaïdjan
Ganja Auto Plant est une usine d'assemblage automobile située dans la ville de Ganja en Azerbaïdjan. L'usine a été fondée en 1986 pour une production de 30 000 fourgons "GAZelle" selon le cahier des charges.
AzSamand a ouvert ses portes en octobre 2005 avec le soutien du gouvernement azerbaïdjanais. AzSamand travaille avec Iran Khodro.
Usine automobile de Nakhitchevan : Constructeur automobile de la République autonome d'Azerbaïdjan de Nakhitchevan. L'usine automobile de Nakhitchevan a été fondée en 2006. Elle a été mise en service en 2010.

### Bangladesh
Des pousse-pousse automatiques sont produits au Bangladesh depuis les années 1980 et la production locale de motos a commencé au début de l'année 2000. Les constructeurs automobiles étrangers assemblent également des véhicules depuis 30 ans et plusieurs constructeurs automobiles sont actuellement en discussion pour construire des usines automobiles dans le pays. Pragoti est l'industrie automobile gérée par l'État, qui assemble des camions Mitsubishi Pajero Sport, Tata et des minibus Ashok Leyland. Certaines industries automobiles privées sont Aftab Automobiles, Runner Automobiles et Walton.

### Chine
L'industrie automobile chinoise avait principalement des origines soviétiques (les usines et la conception automatique sous licence ont été fondées dans les années 1950 avec l'aide de l'URSS) et était de faible volume pendant des décennies, ne dépassant pas 200.000 exemplaires par an. Elle s'est développée rapidement depuis l'an 2000. En 2009, 13,83 millions de véhicules ont été fabriqués en Chine, dépassant le Japon en tant que premier producteur automobile mondial. Aujourd'hui, la production annuelle de plus de 18 millions d'automobiles dépasse celle des États-Unis et du Japon réunis, ou celle de l'UE. De plus, avec des ventes totales de 13,64 millions, la Chine est devenue le plus grand marché automobile du monde pour toute l'année 2009, dépassant les États-Unis. Les principaux constructeurs sont : Geely, JAC motors, Lifan, Chery.

### Inde
Une industrie automobile embryonnaire a vu le jour en Inde dans les années 1940. Cependant, pendant les 50 années suivantes, la croissance de l'industrie a été entravée par les politiques des gouvernements socialistes et les obstacles bureaucratiques du Raj de licence avec des restrictions totales à l'importation de véhicules. Seuls quatre constructeurs avaient obtenu l'autorisation de fabriquer des voitures :
- Hindustan Motors Ltd,
- Mahindra Ltd,
- Premier Ltd, créé en 1944, a commencé par assembler sous licence de l'américain Chrysler en 1947 deux modèles d'automobile Plymouth et d'un camion Dodge. Après avoir importé puis assemblé la petite Fiat 500 Topolino, Premier se lie en 1953 au constructeur italien Fiat pour fabriquer sous licence la Fiat 1100 D avec un taux d'intégration locale de 90%. En 1980, Premier se dote de la chaîne de production de la Seat 124, la filiale espagnole de Fiat, pour y produire la Premier 118N.
- Standard Motors Ltd.

Pour le secteur des véhicules industriels, le gouvernement indien avait autorisé :
- Ashok Motors Ltd,
- Hindustan Motors Ltd,
- TELCO Ltd,

À la suite de la libéralisation économique en Inde en 1991 et début du boom économique, et l'assouplissement progressif des restrictions sur l'industrie, l'Inde a connu une croissance annuelle dynamique de 17% de la production automobile et une croissance annuelle de 30% des exportations de composants automobiles et d'automobiles. Plus de 4,78 millions de véhicules automobiles ont été produits en Inde en 2017 (une augmentation de près de trois fois depuis 2005 et de plus de treize fois depuis 1990. L'Inde est désormais le quatrième producteur automobile en 2018 (battant les anciens et les nouveaux constructeurs automobiles tels que l'Allemagne, Corée du Sud, Belgique, Royaume-Uni, Italie, Canada, Mexique, Russie, Espagne et la France) et est le deuxième marché automobile à la croissance la plus rapide (après la Chine) dans le monde. Le chiffre d'affaires total de l'industrie automobile indienne a augmenté de 3,6 fois depuis 34 milliards de dollars en 2006 à 122 milliards de dollars en 2016.
Les plus grandes entreprises automobiles actuelles en Inde sont Maruti Suzuki, Hyundai Motor India Limited, Mahindra & Mahindra et Tata Motors qui, en 2008, a lancé la Tata Nano, la voiture la moins chère du monde à 1 500 $. Parmi les entreprises automobiles étrangères ayant des usines en Inde figurent Ford, Hyundai, Honda, Kia, Nissan Motors, Toyota, Volkswagen, Audi, Skoda, BMW, Renault, Mitsubishi, Jaguar Land Rover, Fiat, Volvo, Lexus et Mercedes Benz. De nombreux autres géants mondiaux de l'automobile tels que PSA Peugeot-Citroën implantent leurs usines et Infiniti est également en train d'implanter ses usines de fabrication dans ce pays.

### Indonésie
L'Indonésie, avec principalement l'assemblage de véhicules de marques mondiales (japonaises et sud-coréennes), est le premier producteur automobile d'Asie du Sud-Est en janvier-avril 2015 avec une part de marché de 36,54% (363 945 unités), tandis que la Thaïlande avec 25,29%. Depuis 2012, la valeur des exportations de produits automobiles indonésiens est supérieure à leur importation.

### Iran
L'Iran a développé une industrie automobile importante avec jusqu'à 200 000 productions annuelles sous le régime du Shah. Il y a eu un déclin après la révolution islamique de 1979 mais depuis la fin du XXe siècle, la croissance est revenue, s'accélérant ces dernières années. Il y avait 13 constructeurs automobiles publics et privés en Iran, dont deux - Iran Khodro et Saipa - représentaient 94% de la production nationale totale. Iran Khodro, qui produisait la marque automobile la plus répandue dans le pays – la Peykan, qui a été remplacée en 2005 par la Samand – était toujours la plus importante avec 61 % du marché en 2001, tandis que Saipa contribuait à 33 % de la production totale de l'Iran en la même année. Les autres constructeurs automobiles, comme le Bahman Group, Kerman Motors, Kish Khodro, Raniran, Traktorsazi, Shahab Khodro et d'autres n'ont produit ensemble que 6%. Ces constructeurs automobiles produisent une large gamme d'automobiles, y compris des motos, des voitures particulières telles que la Tiba de Saipa, des fourgonnettes, des mini-camions, des camions de taille moyenne, des poids lourds, des minibus, des bus de grande taille et d'autres automobiles lourdes utilisées dans des activités commerciales et privées. à la campagne.
L'Iran a une flotte de 7 millions de voitures en 2008, ce qui correspond à près d'une voiture pour dix personnes dans le pays (y compris les pick-up et les bus). La production automobile a franchi la barre du million en 2005 et les exportations de voitures iraniennes ont atteint 1 milliard de dollars en mars 2009. L'Iran s'est classé au treizième rang mondial des constructeurs automobiles en 2011 avec une production annuelle de plus de 1,6 million (plus que dans des industries automobiles anciennes et nouvelles comme la Belgique, le Royaume-Uni, l'Italie, la République tchèque et la Turquie).

### Japon
Les zaibatsu ont commencé à construire leurs premières automobiles entre le milieu et la fin des années 1910, tout en concevant leurs propres camions et en produisant des voitures européennes au Japon sous licence. L'éclatement de la Seconde Guerre mondiale a poussé de nombreux fabricants japonais à arrêter la conception et la production de véhicules, mais dans les années 1950-60, une restauration a eu lieu. Dans les années 1970, le Japon était le premier fabricant mondial de robots de véhicules.
L'industrie automobile au Japon a connu une croissance rapide entre les années 1970 et 1990 (lorsqu'elle était orientée à la fois pour l'usage domestique et l'exportation mondiale) et après avoir été le deuxième producteur mondial (derrière les États-Unis), elle est aujourd'hui la troisième (après Chine et États-Unis) avec une production annuelle de 8 à 10 millions de véhicules. Au cours des années 1980-90, dépassant les États-Unis, le Japon est devenu le premier constructeur automobile mondial avec jusqu'à 13 millions de véhicules produits par an, dont une partie importante est allée à l'exportation, y compris aux États-Unis. Les investissements japonais ont développé une industrie automobile dans de nombreux pays (et pas seulement en Asie).

### Jordanie
Land Rover, dans le cadre d'une coentreprise avec le groupe Shahin et Ole Jordan, assemble les Defenders et les Discovery à l'usine d'assemblage Land Rover Aqaba à Aqaba. Environ 1 000 travailleurs y sont employés, assemblant 5000 unités par an.

### Malaisie
L'industrie automobile en Malaisie est peut-être l'un des marchés les plus récents et les plus dynamiques, répondant aux besoins du monde entier (à l'exception de l'Amérique et de l'Europe continentale). La Malaisie est le troisième plus grand constructeur automobile d'Asie du Sud-Est, produisant plus d'un demi-million de véhicules par an. Certaines des entreprises malaisiennes produisent des modèles en collaboration avec des fabricants japonais, chinois, sud-coréens ou européens, tout en développant également des voitures entièrement fabriquées en Malaisie. La liste des constructeurs automobiles est la suivante :
- Proton (Perusahaan Otomobil Nasional Berhad), étant le pionnier du constructeur automobile malaisien. Perodua (Perusahaan Otomobil Kedua Berhad), dont les moteurs sont basés sur des modèles Daihatsu. Bufori & TD2000, constructeurs "Antique Cars" basés en Malaisi e (bien qu'originaires d'Australie). Naza (Naza Group of Companies assemble les véhicules Kia Motors et Peugeot). Inokom (assemble les véhicules Hyundai Motors et BMW).

### Corée du Nord
La production automobile nord-coréenne a principalement des objectifs militaires, industriels et de construction, et la possession d'une voiture privée par les citoyens n'est pas autorisée (toutes les voitures sont au service des fonctionnaires). Il a des origines soviétiques, évidentes dans la pratique ultérieure du clonage de spécimens étrangers, bien que dans une récente coentreprise automobile, la Corée du Nord ait développé une industrie automobile à large gamme avec la production de tous les types de véhicules (un mini urbain et tout-terrain, un véhicule de luxe, voitures SUV, lourds et super-lourds, camions de transport, de construction et tout-terrain, minibus, bus habituels et articulés, trolleybus et tramways). La production automobile est inférieure à 40 000-50 000. La Corée du Nord n'a pas adhéré à l'OICA, ce qui signifie que les informations sur son industrie automobile sont très limitées et pauvres.

### Pakistan
La Corolla de Toyota est la voiture la plus fabriquée au Pakistan. En effet en 2017, 52 874 modèles ont été fabriqués. L'industrie automobile est un domaine actif et en croissance au Pakistan depuis longtemps, mais pas autant établi pour figurer dans la liste des principales industries automobiles, avec une production annuelle stable comprise entre 100 000 et 170 000 véhicules. Étonnamment, malgré son volume de production, seuls quelques modèles de voitures sont assemblés dans le pays et les clients ont une très petite variété de véhicules parmi lesquels choisir. Le manque de concurrence dans l'industrie automobile en raison de la domination de quelques acteurs et les restrictions à l'importation sous la forme de lourdes taxes ont entraîné des prix très élevés des voitures dans le pays. Actuellement, certains des principaux constructeurs automobiles mondiaux ont mis en place des usines d'assemblage ou sont en coentreprise avec des entreprises locales, notamment Toyota, General Motors, Honda, Suzuki et Nissan Motors.
La contribution totale de l'industrie automobile au PIB en 2007 était de 2,8%, ce qui devrait augmenter considérablement au cours de la prochaine décennie. Le secteur automobile contribue actuellement à hauteur de 16 % au secteur manufacturier, qui devrait encore augmenter. Master Truck Manufacturing, Al Haaj Motors et FAW coentreprise pour la production de voitures, camions et tombereaux chinois. Cependant, le 19 mars 2016, le Pakistan a adopté la "Auto Policy 2016-21", qui offre des incitations fiscales aux nouveaux constructeurs automobiles pour qu'ils établissent des usines de fabrication dans le pays. En réponse, Audi, BMW, Renault, Nissan, Kia, SsangYong, Volkswagen et Hyundai ont exprimé leur intérêt à entrer sur le marché pakistanais.

### Philippines
Les Philippines ont une petite industrie automobile avec plus de 85 000 exemplaires japonais (Toyota, Mitsubishi, Nissan, Suzuki, Honda), 8 000 américains de marque Ford, 6 000 sud-coréens Hyundai, Kia, SsangYong produits annuellement. En outre, il existe un certain nombre de petites entreprises indépendantes qui assemblent et fabriquent des jeepneys et d'autres véhicules similaires, en utilisant des moteurs et des pièces de transmission excédentaires du Japon et de Taïwan.

### Corée du Sud
L'industrie automobile sud-coréenne est aujourd'hui la sixième au monde en termes de volume de production (concédée à la Chine, aux États-Unis, au Japon, à l'Allemagne et à l'Inde uniquement) et la sixième en termes de volume d'exportation, avec plus de 4,6 millions de véhicules produits. en 2011. La Corée du Sud a produit plus de 4,2 millions de véhicules en 2016. Il y a cinquante ans, ses opérations initiales se limitaient à l'assemblage de pièces importées du Japon et des États-Unis. Le groupe automobile Hyundai Kia est aujourd'hui le deuxième constructeur automobile d'Asie, après Toyota. La production nationale annuelle a dépassé le million d'unités en 1988. Dans les années 1990, l'industrie a fabriqué de nombreux modèles en interne, démontrant non seulement ses capacités, et signalant sa maturité grâce aux lourds investissements dans les infrastructures du pays au fil des décennies. La qualité de leurs automobiles s'est considérablement améliorée ces dernières années, gagnant une reconnaissance internationale.

### Taïwan
Les constructeurs japonais qui ont (ou avaient) des installations de production à Taïwan sont : Honda (Honda Taiwan Motor à Pingtung), Isuzu (Taiwan Isuzu Motors à Taipei), Mazda (via Ford Lio Ho à Taipei), Mitsubishi (China Motor Corporation à Taipei), Nissan, Subaru (Ta Ching Motors, [49] à Pingtung), Suzuki (Tai Ling Motor, motos, à Pingcheng), Prince Motors, automobiles,(à Taipei) et Toyota (Kuozui Motors, à Zhongli et Guanyin).
Les autres constructeurs étrangers qui ont (ou avaient) des installations de production à Taïwan sont : Chrysler (via China Motor Corporation, à Taipei), General Motors, Daewoo (Formosa Automobile, à Taipei), Hyundai (coentreprise avec San Yang Motors, à Taipei) et DAF (via Formosa Automobile, à Taipei). Les marques nationales incluent Tobe et Luxgen.

### Thaïlande
La Thaïlande a connu une croissance plus rapide dans les années 2000, le plus grand producteur d'Asie du Sud et le quatorzième au monde avec une production annuelle de près de 1,5 million (c'est plus que chez des constructeurs automobiles anciens et nouveaux comme la Belgique, le Royaume-Uni, l'Italie, la République tchèque, Turquie) de véhicules développés et délivrés par une assistance étrangère (japonaise, sud-coréenne, etc.). Le constructeur automobile thaïlandais est ThaiRung ou bien connu sous le nom de TR, fabriqué par Thai Rung Union Car Public Co. Ltd. (TRU). La société a été créée en 1967 à Bangkok. Le nom d'origine était Thai Rung Engineering Co. Ltd., et a changé son nom en Thai Rung Union Car Co. Ltd. en 1973. TRU a été cotée à la Bourse de Thaïlande en 1994. Les activités de TRU vont de la conception et du développement de produits, à l'automobile fabrication de pièces, fabrication d'équipements industriels, chaînes de montage automobiles et activités financières. Certains fourgons TR abandonnés propulsés par un moteur Land Rover en combinaison avec une conception de carrosserie et une plate-forme développées en Thaïlande. Les voitures TR modernes sont construites sur une base de camions petits ou moyens en SUV ou en véhicules polyvalents à sept places en utilisant la technologie, la conception, le développement et les compétences d'assemblage appartenant à TR. Les modèles actuels sont 2009 TR Adventure (basé sur Isuzu D-Max) et TR Allroader (basé sur la version thaïlandaise de Chevrolet Colorado).

### Ouzbékistan
Avant 1992, l'Ouzbékistan n'avait absolument aucune industrie automobile, faisant partie de l'Union soviétique. Auparavant, UzDaewooAuto, SamAuto, UzAuto Motors, UzTruck&Bus Motors, de nouvelles usines de production automobile ont été construites avec l'aide de la Corée du Sud, de l'Allemagne et des États-Unis. Maintenant que la production de véhicules de tourisme augmente jusqu'à 300 000 par an, il existe en outre plus de 28 fabricants OEM comme le moteur, les vitres de voiture et autres. L'Ouzbékistan exporte des automobiles et des composants OEM vers la Russie et d'autres pays de la CEI.
UzAuto Motors, une coentreprise, avec des opérations de fabrication à Asaka et dans la région de Khorezm dispose de cinq chaînes de montage de véhicules et d'une usine d'opérations d'emboutissage avec une base d'approvisionnement locale croissante complétée par des produits de base et des pièces automobiles en grande partie de la région Asie-Pacifique (par exemple, bobine d'acier de Russie, pièces de technologie de pointe de Corée du Sud, etc.). En outre, une coentreprise avec une opération de fabrication dans la région de Samarcande 2 usines de production de véhicules utilitaires. Avec des opérations multi-équipes, le nombre d'employés dans l'industrie automobile en Ouzbékistan est estimé à environ 27 000 personnes.

### Viêt Nam
Complètement dépendant des importations soviétiques plus tôt, le Viêt Nam a commencé depuis les années 2000 à développer sa propre industrie automobile avec l'aide du Japon, de la Corée du Sud et de la Malaisie et, ayant encore une capacité de près de 40 000 par an, se présente comme un fabricant et un marché potentiels en Asie du Sud-Est. Au troisième trimestre 2017, le Premier ministre du Vietnam Nguyễn Xuân Phúc a annoncé que le deuxième plus grand constructeur automobile du Vietnam avait démarré : VinFast.

## Europe (hors CEE)

### Biélorussie
La Biélorussie avait la troisième part en volume de l'industrie automobile de l'Union soviétique avec près de 40 000 productions annuelles. Depuis lors, la Biélorussie s'est spécialisée dans la production de camions super-lourds, lourds et moyens conçus principalement, ainsi que de bus, de trolleybus et de tramways développés par l'ère post-soviétique. Les constructeurs automobiles en Biélorussie comprennent MAZ, BelAZ et Neman.

### Croatie
L'industrie automobile en Croatie emploie environ 10 000 personnes dans plus de 130 entreprises et génère des bénéfices d'environ 600 millions de dollars américains. Le pays produit principalement des pièces automobiles et des logiciels. Les deux constructeurs automobiles les plus importants en Croatie sont DOK-ING et Rimac Automobili, tandis que Crobus produit des bus. L'industrie automobile représente environ 1,8 % de toutes les exportations croates, tandis que 90 % des bénéfices de l'industrie elle-même proviennent des exportations.
Les fabricants de pièces automobiles en Croatie sont bien intégrés dans la chaîne d'approvisionnement mondiale des pièces, comme AD Plastik, qui produit pour Volkswagen. La Croatie est un acteur relativement nouveau dans l'industrie automobile et son objectif principal a été le développement d'automobiles et de supercars électriques de luxe. La Rimac Concept One est l'une des premières supercars électriques au monde.

### Royaume-Uni
L'industrie automobile au Royaume-Uni est désormais surtout connue pour ses chapiteaux de voitures haut de gamme et de sport, notamment Aston Martin, Bentley, Daimler, Jaguar, Land Rover, Lotus, McLaren, MG, Mini, Morgan et Rolls-Royce. Les constructeurs automobiles en volume avec une présence majeure au Royaume-Uni comprennent Ford, Honda, Nissan, Toyota et Vauxhall Motors (appartenant à General Motors), bien que Ford ne produise désormais que des moteurs et des boîtes de vitesses en Grande-Bretagne, après avoir mis fin à la production de voitures particulières en 2002 et à la production de véhicules utilitaires en 2013), Leyland Trucks (appartenant à Paccar) et London Taxis International. Peugeot a produit des voitures en Grande-Bretagne dans l'ancienne usine du groupe Rootes près de Coventry jusqu'à sa fermeture en 2006, après avoir acheté les opérations européennes du constructeur automobile américain Chrysler en 1978. Les voitures MG sont produites à l' usine l'usine de Longbridge à Birmingham, où ses propriétaires chinois SAIC Motor en 2008, trois ans après la liquidation de l'ancien groupe MG Rover ; moins de la moitié du site original de Longbridge est encore utilisé pour la production, et le nombre de personnes qui y sont employées est également bien inférieur à ce qu'il était sous MG Rover.
MG et Rover faisaient autrefois partie de la British Motor Corporation (qui est devenue British Leyland dans les années 1960), tout comme Jaguar jusqu'en 1984. British Leyland a été nationalisée en 1975 et a finalement été privatisée en 1988, date à laquelle elle avait été renommée Rover Group. Land Rover et Mini sont restés dans le groupe Rover jusqu'en 2000, lorsque BMW a vendu les marques MG et Rover à un consortium, a conservé les droits de construction de la nouvelle Mini et a vendu Land Rover à Ford, bien que Ford ait depuis vendu Jaguar et Land Rover. au géant industriel indien Tata. British Leyland a également produit des voitures sous des marques telles que Austin, Morris et Triumph, mais ceux-ci ont été progressivement supprimés au cours des années 1980 au fur et à mesure pour que la marque Rover prenait le relais.
Ford a commencé la production en Grande-Bretagne à Trafford Park, Manchester, dans une usine qui a ouvert ses portes en 1911. Nonobstant, cette usine ferme finalement ses portes car elle concentrait la production dans des usines plus récentes, notamment à Liverpool, Bridgend, Southampton et son usine phare de Dagenham. Jusqu'à la fin des années 1960, la gamme de modèles britanniques de Ford était largement séparée de sa gamme de fabrication allemande, mais au cours de la décennie suivante, sa gamme européenne a été progressivement alignée et une nouvelle usine espagnole a été ouverte en 1976. À partir des années 1970, des voitures Ford allemandes, espagnoles puis belges sont produites et ont été importées au Royaume-Uni, bien que la production de voitures particulières de certains modèles se soit poursuivie en Grande-Bretagne jusqu'en 2002 et que la production de véhicules utilitaires ne se soit terminée qu'en 2013, lorsque l'usine de Southampton a été fermée et que la production a été transférée en Turquie. L'usine Halewood près de Liverpool est le site de production de Jaguar et Land Rover depuis 2000.
Vauxhall fait partie du géant américain de la construction automobile General Motors depuis 1925, date à laquelle il avait transféré la production de voitures de son usine londonienne d'origine à une nouvelle usine à Luton. Une deuxième usine a été ouverte en 1962 à Ellesmere Port, dans le Cheshire. Au cours des années 1970, la gamme de modèles de Vauxhall a été alignée sur les gammes de modèles de la division allemande Opel de GM. Les deux marques partageant des conceptions de base, bien qu'elles aient normalement eu des noms de modèles distincts jusqu'aux années 90. La marque Opel a été abandonnée en Grande-Bretagne à la fin des années 1980 et la marque Vauxhall largement confinée à la Grande-Bretagne. La production de voitures particulières à l'usine historique de Luton a pris fin en 2004, bien que le site reste actif pour la production de véhicules utilitaires.
Nissan est entré dans l'histoire en 1986 en devenant le premier constructeur automobile japonais à produire des voitures en Grande-Bretagne, en ouvrant une nouvelle usine près de Sunderland. Toyota a ouvert une nouvelle usine près de Derby en 1992, à peu près au même moment où Honda a commencé à produire des voitures dans une nouvelle usine près de Swindon.
En 2008, le secteur de la construction automobile britannique a réalisé un chiffre d'affaires de 52,5 milliards de livres sterling, généré 26,6 milliards de livres sterling d'exportations et produit environ 1,45 million de véhicules de tourisme et 203 000 véhicules utilitaires. Cette année-là, environ 180 000 personnes étaient directement employées dans la fabrication automobile au Royaume-Uni, 640 000 autres personnes étaient employées dans l'approvisionnement et la vente au détail et l'entretien automobile. Le Royaume-Uni est un centre majeur de fabrication de moteurs et en 2008, environ 3,16 millions de moteurs ont été produits dans le pays. Le pays a une présence significative dans la course automobile et l' industrie britannique du sport automobile emploie actuellement environ 38 500 personnes, comprend environ 4 500 entreprises et a un chiffre d'affaires annuel d'environ 6 milliards de livres sterling.
Les origines de l'industrie automobile britannique remontent aux dernières années du XIXe siècle. Dans les années 1950, le Royaume-Uni était le deuxième constructeur automobile au monde (après les États-Unis) et le plus grand exportateur. Cependant, au cours des décennies suivantes, l'industrie a connu une croissance considérablement plus faible que les pays concurrents tels que la France, l'Allemagne et le Japon et en 2008. Le Royaume-Uni était le douzième plus grand producteur de voitures mesuré en volume. Depuis la fin des années 1980, de nombreuses marques automobiles britanniques sont devenues la propriété de sociétés étrangères, notamment BMW, SAIC, Tata et Volkswagen. Les droits sur de nombreuses marques actuellement inactives, notamment Austin, Riley, Rover et Triumph sont également détenus par des sociétés étrangères.

### Russie
La Russie a hérité d'une part principale de l'industrie automobile de l'Union soviétique avec près de 1,8 million de production annuelle de tous types d'automobiles en RSFSR.
La production automobile est une industrie importante dans la Russie post-soviétique, employant directement environ 600 000 personnes, soit 1 % de la main-d'œuvre totale du pays. Avec une production de plus de 2 millions d'unités, la Russie était le onzième producteur automobile mondial, le deuxième européen (après l'Allemagne) en 2012 et représente environ 7 % de la production mondiale. En raison de la crise financière mondiale de 2009, l'industrie n'a produit que 600 000 véhicules, contre 1,5 million en 2008 après la restauration post-soviétique.
Les plus grandes entreprises sont les constructeurs de véhicules légers AvtoVAZ et GAZ, tandis que KAMAZ est le premier constructeur de véhicules lourds. 11 constructeurs automobiles étrangers ont des opérations de production ou construisent des usines en Russie. Le gouvernement russe a présenté des plans pour faire de la Russie le deuxième producteur automobile européen. Depuis août 2012, la Russie est le plus grand marché automobile d'Europe.

### Serbie
L'industrie automobile en Serbie et en Yougoslavie remonte à 1939 lorsque les premiers camions sont sortis des chaînes de montage de la ville de Kragujevac. Après la Seconde Guerre mondiale, cette usine a été rebaptisée Zastava Automobiles et la production de véhicules à moteur a repris sous licence Fiat. La Yougoslavie était le deuxième constructeur automobile socialiste européen après la Pologne, en dehors de l'Union soviétique et a atteint un sommet de près de 300 000 productions annuelles, dont 250 000 étaient des voitures Zastava. Les voitures Zastava ont été exportées en petites quantités dans 70 pays du monde entier, y compris le Royaume-Uni et les États-Unis. Avec la petite voiture Yugo, la Yougoslavie a entrepris de larges publicités intervention sur le marché automobile américain et a tenté de concurrencer les analogues japonais dans le secteur des petites voitures qui s'est ouvert après la crise pétrolière du milieu des années 1970.
Au cours des années 1990, les problèmes politiques et les sanctions économiques imposées à la Serbie, héritées principalement de l'industrie automobile yougoslave, ont stoppé la chute de la production de voitures Zastava à seulement 10 à 20 000 par an. En 2008, en accord avec le gouvernement de Serbie, le groupe FIAT a racheté l'usine de Zastava qui est maintenant l'une des usines Fiat. Le gouvernement serbe souhaite faire de la Serbie un nouveau site de fabrication pour l'industrie automobile en Europe et soutient fermement tous les producteurs et fournisseurs internationaux afin d'ouvrir leurs usines en Serbie. Les nouveaux modèles Fiat 500L et 500XL auront une production estimée entre 200 000 et 300 000 en 2013.

### Turquie
Récemment en croissance rapide avec l'aide européenne puis japonaise et sud-coréenne, l'industrie automobile en Turquie joue un rôle important dans le secteur manufacturier de l'économie turque. Les fondations de l'industrie ont été posées avec la création de l'usine d'assemblage d'Otosan en 1959 et la production en série de la voiture nationale Anadolen 1961. Ces dernières années, la Turquie a produit jusqu'à 1,2 million de véhicules à moteur, se classant au septième rang en Europe et au 16e-17e producteur mondial. Avec un groupe de constructeurs automobiles et de fournisseurs de pièces, le secteur automobile turc est devenu une partie intégrante du réseau mondial de bases de production, exportant pour plus de 22 944 000 000 $ de véhicules automobiles et de composants en 2008. Les constructeurs automobiles mondiaux avec des usines de production comprennent Mercedes-Benz, Fiat/Tofaş, Oyak-Renault, Hyundai, Toyota, Honda et Ford/Otosan. La marque automobile nationale turque TOGG entrera en production en 2022.

### Ukraine
L'Ukraine était l'une des deux seules républiques soviétiques à produire tous les types d'automobiles et se classait deuxième en volume dans l'industrie automobile de l'Union soviétique avec plus de 200 000 productions annuelles. Les constructeurs automobiles ukrainiens en produisent actuellement entre 100 et 200 000 par an et comprennent UkrAvto (ZAZ, MeMZ), Bogdan (Bogdan Motors), KrAZ, KrASZ, BAZ, ChAZ, Electron, Eurocar, Etalon-Avto, HalAZ, Anto-Rus et LAZ. Alors que les camions, les bus et les trolleybus nationaux continuent d'être fabriqués, la production de voitures auto-conçues (telles que ZAZ Tavria) a diminué et maintenant l'Ukraine assemble principalement l'Europe, la Chine et la Corée du Sud qui ont développé des voitures.

## Europe (Union Européenne CEE)
L'Association des constructeurs automobiles européens a annoncé que les ventes de mai 2013 dans l'Union européenne des 27 ont chuté à 1,04 million de voitures. Août 2013 est devenue la pire année de ventes depuis 1990, avec 8,14 millions d'automobiles vendues.

### Allemagne
L'automobile à moteur à essence a été inventée en Allemagne par Karl Benz. De plus, le moteur à combustion interne à quatre temps utilisé dans la plupart des automobiles dans le monde aujourd'hui a été inventé par Nikolaus Otto en Allemagne. De plus, le moteur diesel a également été inventé par l'allemand Rudolf Diesel.
L'Allemagne est célèbre pour les voitures de sport de haute performance et de haute qualité fabriquées par Porsche, Mercedes-Benz, Audi et BMW sont réputées pour leur qualité et leur innovation technologique. Le prédécesseur de Daimler-Benz, Daimler-Motoren-Gesellschaft, était la plus ancienne entreprise de l'industrie, la société Daimler-Benz date de 1926. En 1998, elle a acheté le constructeur automobile américain Chrysler, puis vendu en 2007 à perte, car elle n'a jamais réussi. pour amener la division à la rentabilité à long terme.
Sur le marché populaire, Opel et Volkswagen sont les plus connus. Opel était une entreprise de bicyclettes qui a commencé à fabriquer des voitures en 1899 ; General Motors l'a racheté en 1929, mais le gouvernement nazi a pris le contrôle et GM a annulé la totalité de son investissement. En 1948, GM revient et restaure la marque Opel. Volkswagen domine le marché populaire ; en effet, il a acheté Audi en 1964, ce qui a finalement conduit à la formation du groupe Volkswagen d'aujourd'hui. La voiture la plus célèbre de Volkswagen était la petite "voiture populaire" économique en forme de coléoptère, avec un moteur refroidi par air monté à l'arrière. Il a été conçu dans les années 1930 par Ferdinand Porsche sur ordre d'Adolf Hitler, lui-même passionné d'automobile. Cependant, les modèles de production ne sont apparus qu'après la guerre ; jusque-là, seuls les riches Allemands possédaient des automobiles. En 1950, Volkswagen était le plus grand constructeur automobile allemand. Aujourd'hui, le groupe fait partie des trois plus grands constructeurs automobiles au monde et le plus grand d'Europe ; et est maintenant détenue en partie par Porsche Automobil Holding SE. Depuis 2010, sept constructeurs automobiles différents appartiennent à l'entreprise industrielle : Volkswagen, Audi AG, Bugatti Automobiles SAS, Automobili Lamborghini SpA, Bentley Motors Limited, SEAT, SA, Škoda Auto, ainsi que des véhicules utilitaires comme Volkswagen Véhicules Utilitaires, MAN AG et Scania AB. Pendant la réunification allemande, l'Allemagne de l'Ouest a incorporé une production non importante (près de 200 000 par an) de voitures Wartburg, Trabant et de camions IFA en Allemagne de l'Est.
Avec une production annuelle proche de 6 millions aujourd'hui, l'Allemagne est le leader de la production automobile en Europe depuis les années 1960 et la troisième au monde dans les années 1970 et milieu des années 2000. C'est maintenant le quatrième plus grand fabricant (derrière la Chine, les États-Unis et le Japon).

### Autriche
Pendant longtemps, l'Autriche a importé des voitures et n'avait qu'une petite production nationale de camions et de véhicules militaires Steyr. Magna Steyr est maintenant une fabrication sous contrat qui a construit un certain nombre de voitures pour des entreprises étrangères, plus récemment pour Aston Martin et Mini. Le constructeur de motos KTM produit la voiture de sport X-Bowbn,. Il y a une semblablement une production Opel à Vienne.

### Belgique
Au début du XXe siècle, la Belgique était l'une des principales industries automobiles européennes avec des marques célèbres et techniquement avancées. Mais les producteurs nationaux n'ont pas augmenté et ont rapidement disparu. À la fin du siècle, la Belgique est devenue l'un des plus grands constructeurs automobiles européens avec une production annuelle pouvant atteindre 1,2 million d'unités d'assemblage de marques étrangères. Son industrie automobile, principalement orientée vers l'exportation, a diminué de moitié ces dernières années (à 500 000 unités) en raison de la forte concurrence avec les importations des producteurs du Proche et de l'Extrême-Orient.

### Bulgarie
En 2012, le premier constructeur national de supercars bulgare, SIN Cars, a été fondé sous le nom de SIN Cars Limited par l'ingénieur et pilote de course bulgare Rosen Daskalov à Roussé. Le Sin R1 homologué pour la route est équipé d'un moteur V8 de 6,2 litres et d'un moteur V8 de 7,0 litres.
La production de la Bulgarie dépendait fortement des importations d'automobiles du Bloc de l'Est et dépend actuellement d'autres pays européens et asiatiques. La Bulgarie socialiste possède une petite industrie automobile comprenant près de 20 000 unités de camions et d'autobus Chavdar auto-développés ainsi que l'assemblage de voitures soviétiques Moskvitch.
De 1966 à 1970 dans la ville de Plovdiv a été la production du Bulgarrenault. L'usine assemblait Renault 8 et 10.
La Bulgarie a produit également les Fiat 850 et Fiat 124 entre 1967 et 1971. Elles étaient officieusement appelées "Pirin-FIAT". L'usine se trouvait dans la ville de Lovetch. La même usine, appelée "Balkan", a également assemblé Moskvitch de 1967 à 1988.
En 1994, Rover a créé Roadcar, une coentreprise avec une société bulgare pour produire l'Austin Maestro dans une nouvelle usine à Varna, en utilisant des kits CKD envoyés du Royaume-Uni. La production a commencé en juillet 1995 et 2 200 voitures ont été assemblées avant la fermeture de l'usine en avril 1996.
En collaboration avec la société bulgare Litex Motors, Great Wall Motors possède une base de production à Bahovitsa, près de Lovech. Ils assemblent Voleex, Steed et Hover. L'usine a une capacité d'assemblage automobile de 50 000 véhicules par an. Il est prévu de passer à 70 000 véhicules par an au cours des prochaines années.

### Espagne
Après la Seconde Guerre mondiale, l'Espagne franquiste a pris du retard sur les principaux pays européens de fabrication automobile pendant des décennies. Ce n'est qu'à la fin des années 1970 qu'elle était capable de produire plus d'un million de véhicules et était 5e en Europe et 9e dans le monde. Puis une croissance importante permet à l'Espagne de dépasser le Royaume-Uni, l'Italie et d'atteindre les 3 millions de production (pour l'exportation en partie), la 3e place en Europe, la 6e place dans le monde à 2000. Depuis lors, grâce aux concurrents est-européens et asiatiques sur Marché européen, les exportations d'automobiles de l'Espagne ont ralenti et la production annuelle est tombée à 2,4 millions, même si l'Espagne a battu la France et est devenue la deuxième puissance automobile en Europe (après l'Allemagne) mais la 9e au monde.
En 2009, l'industrie automobile a généré 3,5 % du PIB du pays et fourni des emplois à environ 9 % de la population active. L'Espagne occupe la huitième place des pays constructeurs automobiles, mais 2008 et 2009 ont montré une baisse de la production automobile. La spirale descendante a commencé il y a une dizaine d'années, avec une politique d'abandon de plusieurs gouvernements consécutifs. Le résultat a été la perte de tous les constructeurs de marques automobiles espagnoles, qui sont désormais entre les mains d'entreprises étrangères. Aujourd'hui, la principale entreprise nationale espagnole est la marque filiale du groupe Volkswagen, SEAT SA.

### Finlande
La Finlande dépend des importations de voitures et d'autres véhicules, elle possède cependant sa propre industrie automobile (encore petite) qui comprend la production de voitures Valmet Automotive, de camions Sisu et d'autobus/autocars de divers producteurs. Celui-ci est passé d'une quarantaine à quelques milliers environ depuis la fin du XXe siècle.

### France
La France a été parmi les premiers pionniers de la production automobile. Armand Peugeot (avec Léon Serpollet) a produit une voiture à vapeur à trois roues en 1889 et une autre à quatre roues propulsée par un moteur à combustion interne à essence Daimler en 1890.
Les deux principaux constructeurs automobiles en France sont le groupe PSA (Peugeot et Citroën) et Renault, ex Régie Nationale, privatisée en 1996, qui comprend également les marques Renault et Dacia en Roumanie. En 1975, Peugeot rachète Citroën et crée PSA Peugeot Citroën. Trois ans plus tard, la société a acquis la division européenne de Chrysler, les anciens constructeurs automobiles Rootes et Simca. Renault, qui a été fondée en 1899 et détenue par l'État entre 1945 et 1996, s'est temporairement alliée à Volvo, puis a été l'actionnaire majoritaire de Nissan depuis 1999. Renault détenait également une participation majoritaire dans American Motors Corporation dans les années 1970 et 1980. L'autre grand constructeur automobile en France est Renault Trucks qui appartient à Volvo AB.
Parmi les autres constructeurs automobiles actifs après la Seconde Guerre mondiale, citons : Alpine, Facel Vega, Matra, Panhard (racheté par Citroën), Rosengart et Vespa. Après la guerre, les constructeurs automobiles de luxe sont gênés par les taxes basées sur le taux de puissance fiscale, ou CV, qui condamnent les grandes routières telles que Bugatti, Delage, Delahaye, Hotchkiss, Salmson et Talbot-Lago (rachetées par Simca).
À la fin du XXe siècle, la France était le deuxième constructeur automobile européen (légèrement en retard sur l'Allemagne) et le quatrième constructeur automobile mondial, avec une production annuelle de 3,5 à 4 millions. En raison de la forte concurrence de l'Espagne et des importations européennes en provenance d'Asie, d'Europe de l'Est, de Turquie et d'autres producteurs, la production de l'année dernière est tombée à 2,2-2,3 millions et occupe la troisième place en Europe (après l'Allemagne et l'Espagne) et la dixième dans le monde.

### Grèce
Avant 1960, il n'y avait qu'une fabrication de véhicules à petite échelle ou occasionnelle en Grèce. Par la suite, la production s'est principalement concentrée sur les véhicules utilitaires (la production augmentant à mesure que les lois locales sur la certification de type étaient assouplies), tandis que les usines d'assemblage de voitures particulières avec des volumes de production notables ont fonctionné après 1970. La plupart des usines d'assemblage étaient situées dans les zones industrielles de Volos et Athènes (assemblage d'Opel Kadett, Alfa Romeo Alfasud, 45 modèles différents de Datsun/Nissan, Mazda 323 etc.). Au cours des années 1970 et 1980, une génération de véhicules polyvalents a été développée localement. Selon l'Annuaire statistique du Service statistique national grec (ESYE), la production annuelle de tous les types de véhicules, y compris les voitures assemblées, est restée proche de 20 000 unités entre 1980 et 1990. En 1992, toutes les grandes chaînes de montage avaient cessé leurs activités et, depuis lors, ELVO, Replicar Hellas, Korres Engineering, etc.

### Hongrie
Une partie de la production automobile d'origine dans la partie hongroise de l'Autriche-Hongrie au début du XXe siècle a été perdue. Après la Seconde Guerre mondiale, la Hongrie socialiste a largement importé des voitures et des camions de l'Union soviétique et d'autres pays. Dans le même temps, la Hongrie produisait un petit nombre de camions lourds Rába et avait une forte spécialisation dans le bloc soviétique dans la fabrication d'autobus Ikarus, ce qui en faisait l'un des plus grands producteurs et exportateurs d'autobus (y compris en dehors du bloc soviétique et de l'Europe). The Ganz Works, également une entreprise hongroise de longue date, fabrique des moteurs, des wagons spécialisés pour les équipements ferroviaires électriques.
La Hongrie post-socialiste a considérablement réduit la fabrication d'autobus mais a trouvé de grandes capacités d'assemblage de marques étrangères (telles que Mercedes, Suzuki, Audi, BMW et Opel) avec une production annuelle de plus de 400 000 voitures.

### Irlande
L'industrie irlandaise a une histoire variée et malgré la petite taille de l'île, une taxe punitive sur les voitures importées a encouragé un large éventail d'entreprises à assembler leurs voitures localement, notamment Fiat, Ford et Renault. À la suite de l'entrée de l'Irlande dans l'Union européenne en 1973, le besoin de voitures produites localement pour éviter les taxes à l'importation a diminué, et depuis les années 1980, la production a pris fin et toutes les voitures sont désormais importées.

### Italie
L'industrie automobile en Italie a commencé avec la construction de la première usine Fiat (Fabbrica Italiana Automobili Torino SpA) en 1899 par Giovanni Agnelli. Au cours des années suivantes, au moins 50 autres constructeurs sont apparus, les plus connus étant Isotta Fraschini en 1900, Lancia en 1906, Alfa Romeo en 1910, Maserati en 1914, Ferrari en 1939, Lamborghini en 1963, Pagani en 1999, Mazzanti en 2002, Spada Veture Sport en 2008 et DR Motor Company en 2006. Durant la guerre 14-18, 39-45 et la crise économique des années 1970, nombre de ces marques ont disparu ou ont été rachetées par FIAT ou des constructeurs étrangers.
Dans les années 1960-1970, l'Italie a restauré sa propre grande industrie automobile qui était troisième-quatrième en Europe et cinquième-sixième dans le monde. Dans les années 1980, l'Italie a dépassé le Royaume-Uni mais a concédé à l'Union soviétique qui, comme la Pologne et la Yougoslavie, a trouvé une production en grand volume de voitures avec l'aide italienne de FIAT. Dans les années 1990, l'industrie automobile italienne est redevenue troisième en Europe et cinquième au monde avec une production annuelle de plus de 2 millions. Mais au XIXe siècle, il est sérieusement tombé à près de 800 000 par an et à la huitième place en Europe et à la vingt-et-unième place dans le monde.
Aujourd'hui, l'industrie automobile italienne continue de proposer une large gamme de produits, des citadines très compactes aux supercars de sport telles que Ferrari et Pagani. En juillet 2011, Fiat détient également une participation d'environ 53,5 % dans le constructeur automobile américain Chrysler.

### Pays-Bas
Les Pays-Bas importent la plupart de leurs véhicules, ayant peu de fabrication propre de moins de 200 000 par an. Outre les camions DAF et les bus VDL, la production automobile néerlandaise actuelle consiste principalement en la fabrication sous contrat pour BMW et Mini par VDL Nedcar (qui produisait auparavant DAF, Volvo, Smart et Mitsubishi), ainsi que quelques petites entreprises de voitures de sport : Spyker Cars et Donkervoort. Une autre petite entreprise, PAL-V International, prend maintenant des commandes pour la production d'un gyrocoptère routier, dont les livraisons sont prévues en 2019.

### Pologne
La Pologne est le troisième producteur de voitures particulières du groupe Visegrád, après la Tchéquie et la Slovaquie. À la fin des années 2009 et 2010, le secteur automobile polonais représente environ 11 % de la production industrielle totale, représentant environ 4 % du PIB. Le secteur emploie environ 130 000 personnes et produit environ 800 000 à 900 000 véhicules légers par an. La production de véhicules utilitaires plus gros était d'environ 70 000 à 90 000 au cours de cette période. La majeure partie de la production du secteur est destinée à l'exportation, principalement vers l'Union européenne. En 2009, la valeur des exportations de ce secteur était de 15,7 milliards d'euros, soit 16 % de toutes les exportations polonaises.
Actuellement, les producteurs nationaux comprennent les constructeurs de supercars Arrinera, les constructeurs de bus Autosan, Solbus et Solaris. Les fabricants internationaux incluent Opel et Fiat. La Pologne représente également la majorité des voitures Abarth, une marque de performance de Fiat.

### Portugal
Le Portugal assemble des voitures et des camions étrangers avec une production de près de 200 000 par an, y compris l' usine AutoEuropa de Volkswagen et le Groupe PSA. Il a une histoire de fabrication de véhicules, y compris la conception de véhicules légers de marques telles que l'UMM.

### République tchèque
L'industrie automobile a une forte tradition dans les pays tchèques. En effet, Tatra a produit la première voiture déjà en 1897 en tant que troisième constructeur automobile le plus ancien au monde. Rejoint plus tard par des marques comme Skoda. Au cours de la première moitié du XXe siècle, la Tchécoslovaquie avait une industrie automobile avancée et très diversifiée (camions, véhicules personnels, bus, trolleybus). La Tatra 77 est considérée comme la première automobile produite en série et véritablement conçue de manière aérodynamique. La Tchécoslovaquie socialiste d'après-guerre a restauré sa propre fabrication automobile qui était la deuxième du bloc de l'Est en dehors de l'URSS, produisant 250 000 véhicules par an, de tous types, y compris les voitures Skoda et les trolleybus, les Tatra et les tramways, les bus Karosa.
Après la dissolution de la CSSR, la République tchèque a hérité de la plupart de ses capacités automobiles, puis s'est développée à plusieurs reprises grâce aux investissements allemands, français, japonais et sud-coréens. Aujourd'hui, la pays est l'un des cinquième constructeurs automobiles européens (et quinzième mondiaux, le deuxième fabricant mondial de voitures par habitant, avec une production annuelle proche de 1,4 million et la plus grande exportation vers l'Europe, d'autres pays de la CEI et même vers les États-Unis. Les constructeurs automobiles en République tchèque comprennent les marques tchèques d'origine IMR, Škoda, Tatra, Avia, Praga, les constructeurs de bus SOR, Škoda transport, TEDOM, Karosa-Iveco et usines d'assemblage de Hyundai et coentreprise Peugeot, Citroën et Toyota.

### Roumanie
Durant la période communiste, la Roumanie était l'un des plus grands producteurs automobiles d'Europe centrale et orientale. Aujourd'hui, la fabrication automobile roumaine produit plus de 500 000 véhicules par an et comprend Dacia, Griviţa, Igero, Roman et Ford (l'ancienne usine de fabrication de Daewoo et Oltcit). D'autres sociétés telles que ARO, Rocar, Oltcit et Tractorul existaient également, mais elles ont fait faillite dans les années 1990.
En 2018, l'industrie automobile roumaine se classe au troisième rang en Europe centrale et orientale, derrière celle de la République tchèque, de la Slovaquie, dépassant récemment la Hongrie et la Pologne.

### Slovaquie
La Slovaquie avait très peu d'industrie automobile dans le cadre de la Tchécoslovaquie. Après la dissolution de la fédération, de nouvelles usines d'assemblage de voitures ont été construites par des entreprises étrangères en Slovaquie comme dans d'autres pays d'Europe centrale. Les constructeurs automobiles slovaques comptent actuellement 3 usines de production automobile OEM : celle de Volkswagen à Bratislava, celle de PSA à Trnava et celle de Kia Motors à Žilina. Depuis 2007, la Slovaquie est le plus grand producteur mondial de voitures par habitant, avec un total de 571 071 voitures fabriquées en 2007 seulement dans un pays de 5 millions d'habitants.
Au fil du temps, cela l'a placé au premier rang de la production automobile par habitant dans le monde en 2013 avec une production annuelle de plus de 980 000 véhicules.
Avec cette production en 2013, la Slovaquie était au 18e rang dans la liste de la production automobile mondiale par pays. L'automobile est la plus grande industrie de Slovaquie avec une part de 12 % du PIB slovaque en 2013, soit 41 % de la production industrielle et 26 % des exportations de la Slovaquie. 80 000 personnes étaient directement employées dans l'industrie automobile en 2014. Ce nombre sera encore augmenté lorsque Jaguar Land Rover démarrera la production à Nitra en 2018.

### Slovénie
Ayant une petite production automobile en Yougoslavie socialiste, la Slovénie est devenue l'un des nouveaux pays constructeurs automobiles d'Europe centrale et en produit maintenant près de 200 000 par an, principalement pour l'exportation.

### Suède
La fabrication automobile suédoise est largement connue sur les marchés européens et américains en raison de voitures avancées et sûres, notamment les marques Saab (aujourd'hui disparue) et Volvo, bien que leur production (150 à 200 000 par an) ne soit pas parmi les plus importantes d'Europe et du monde.

## Océanie

### Australie
Holden (qui fait partie du groupe mondial General Motors), Ford, Toyota et Mitsubishi Motors fabriquaient tous des voitures en Australie, mais en 2017, ils avaient tous fermé. En effet, les facteurs à l'origine de la fermeture comprenaient une main-d'œuvre australienne non compétitive et l'effet des tarifs gouvernementaux.
L'Australie a commencé à produire des voitures en 1897 avec des voitures fabriquées par Tarrant Motor & Engineering Co. Le premier grand constructeur automobile australien était la Ford Motor Company of Australia. La première voiture produite en série conçue en Australie était la Holden 48-215, sortie en 1948. La production annuelle de véhicules a atteint un maximum de près de 500 000 dans les années 1970 (à l'époque dixième au niveau mondial) et 400 000 dans les années 2000, mais en 2012, la production est tombée à environ 200 000 (30e place), en raison de la concurrence des constructeurs automobiles asiatiques et de l'évolution des préférences des consommateurs. Certaines fabrications automobiles indigènes à petite échelle ont existé dans le passé en Australie, notamment la Madison Buffori. Mitsubishi Motors a fermé ses portes en 2008. Ford a fermé ses portes en 2016, et Holden et Toyota ont toutes deux fermé en octobre 2017. Les camions sont toujours assemblés en Australie à partir de composants importés.

### Nouvelle-Zélande
La Nouvelle-Zélande n'a plus d'industrie d'assemblage de véhicules pour les voitures particulières. Les modifications apportées à la protection de l'industrie locale ont finalement conduit à la fermeture des usines d'assemblage car elles ne pouvaient pas concurrencer leurs homologues étrangères. Les plus grands constructeurs automobiles de Nouvelle-Zélande sont Toyota New Zealand, Ford New Zealand et Holden New Zealand. La production annuelle de l'industrie automobile a atteint près de 100 000 dans les années 1980, puis a diminué en raison des importations asiatiques. Actuellement, il existe un certain nombre de petites entreprises nationales produisant des kits originaux et des répliques de voitures pour les marchés locaux et internationaux. Plusieurs d'entre eux, bien que de petite taille, sont reconnus internationalement pour la qualité de leur fabrication.